# Населённые пункты Брянской области
Брянская область по состоянию на 1 июля 2019 года включает 2643 населённых пункта, в том числе:
- 39 городских населённых пунктов (в списках выделены цветом), среди которых:
  - 16 городов,
  - 23 посёлка городского типа (рабочих посёлка);
- 2604 сельских населённых пункта (по переписи населения 2010 года — 2633 сельских населённых пункта).

В списках населённые пункты распределены (в рамках административно-территориального устройства) по административно-территориальным образованиям: 4 городам областного значения и 27 районам области (в рамках организации местного самоуправления (муниципального устройства) им соответствуют 5 городских округов, 2 муниципальных округа и 25 муниципальных района).
Численность населения сельских населённых пунктов приведена по данным переписи населения 2010 года, численность населения городских населённых пунктов (посёлков городского типа (рабочих посёлков) и городов) — по оценке на 1 января 2021 года.

## Города областного значения

### город (городской округ)Брянск
| № | Населённый пункт | Тип   | Население |
| - | ---------------- | ----- | --------- |
| 1 | Белые Берега     | пгт   | 7412      |
| 2 | Брянск           | город | 402 675   |
| 3 | Большое Полпино  | пгт   | 5859      |
| 4 | Радица-Крыловка  | пгт   | 3151      |

### город (городской округ)Клинцы
| № | Населённый пункт | Тип   | Население |
| - | ---------------- | ----- | --------- |
| 1 | Ардонь           | село  | 2300      |
| 2 | Займище          | село  | 5026      |
| 3 | Клинцы           | город | 63 059    |

### городНовозыбков
| № | Населённый пункт | Тип   | Население |
| - | ---------------- | ----- | --------- |
| 1 | Новозыбков       | город | 38 680    |

### городСельцо (Сельцовский городской округ)
| № | Населённый пункт | Тип   | Население |
| - | ---------------- | ----- | --------- |
| 1 | Сельцо           | город | 15 906    |

## Районы

### Брасовский
| №  | Населённый пункт  | Тип     | Население |
| -- | ----------------- | ------- | --------- |
| 1  | Александровское   | село    | 17        |
| 2  | Андрынки          | деревня | 0         |
| 3  | Балымово          | деревня | 8         |
| 4  | Брасово           | село    | 1241      |
| 5  | Буда              | посёлок | 9         |
| 6  | Вежонка           | деревня | 26        |
| 7  | Веребск           | село    | 173       |
| 8  | Верхнее           | село    | 25        |
| 9  | Верхний Городец   | деревня | 0         |
| 10 | Весёлый Кут       | посёлок | 1         |
| 11 | Ветряк            | посёлок | 8         |
| 12 | Воронов Лог       | посёлок | 289       |
| 13 | Вынчебесы         | деревня | 13        |
| 14 | Глоднево          | село    | 737       |
| 15 | Городище 1-е      | деревня | 404       |
| 16 | Городище 2-е      | деревня | 30        |
| 17 | Горякина          | деревня | 1         |
| 18 | Гремучее          | посёлок | 5         |
| 19 | Добрик            | село    | 336       |
| 20 | Дубрава           | посёлок | 4         |
| 21 | Дубровка          | село    | 294       |
| 22 | Екатериновка      | посёлок | 1         |
| 23 | Есино             | посёлок | 28        |
| 24 | Ждановка          | деревня | 5         |
| 25 | Жучок             | посёлок | 35        |
| 26 | Заря              | посёлок | 14        |
| 27 | Звезда            | посёлок | 0         |
| 28 | Зуево             | посёлок | 22        |
| 29 | Казинка           | деревня | 16        |
| 30 | Калошичье         | село    | 21        |
| 31 | Каменка           | посёлок | 1734      |
| 32 | Клинское          | село    | 4         |
| 33 | Коллективист      | посёлок | 23        |
| 34 | Коммуна «Пчела»   | посёлок | 216       |
| 35 | Коммунар          | посёлок | 58        |
| 36 | Коробкина         | деревня | 0         |
| 37 | Коростель         | деревня | 5         |
| 38 | Красное           | посёлок | 299       |
| 39 | Красное Поле      | посёлок | 19        |
| 40 | Краснополье       | деревня | 9         |
| 41 | Красный Колодец   | посёлок | 397       |
| 42 | Кретово           | село    | 86        |
| 43 | Кропотово         | село    | 61        |
| 44 | Крупец            | деревня | 582       |
| 45 | Летча             | посёлок | 231       |
| 46 | Локоть            | пгт     | 8469      |
| 47 | Лубенск           | деревня | 10        |
| 48 | Майский Жук       | посёлок | 0         |
| 49 | Нижнее Городище   | посёлок | 2         |
| 50 | Нижний Городец    | деревня | 33        |
| 51 | Николаевский      | посёлок | 29        |
| 52 | Новое             | деревня | 22        |
| 53 | Новый Добрик      | посёлок | 18        |
| 54 | Осотское          | деревня | 265       |
| 55 | Пахарь            | посёлок | 0         |
| 56 | Перескоки         | деревня | 62        |
| 57 | Петрилово         | деревня | 0         |
| 58 | Погребы           | деревня | 1484      |
| 59 | Пожар             | посёлок | 5         |
| 60 | Рассошка          | деревня | 20        |
| 61 | Репье             | посёлок | 23        |
| 62 | Сергеева          | деревня | 0         |
| 63 | Сныткино          | деревня | 430       |
| 64 | Столбово          | село    | 222       |
| 65 | Суслова           | село    | 0         |
| 66 | Тарасовка         | деревня | 7         |
| 67 | Телятниково       | село    | 5         |
| 68 | Троицконикольский | посёлок | 0         |
| 69 | Турищево          | село    | 46        |
| 70 | Фоменок           | посёлок | 6         |
| 71 | Фошня             | деревня | 10        |
| 72 | Хитров            | посёлок | 3         |
| 73 | Холмецкий Хутор   | село    | 48        |
| 74 | Холмечь           | деревня | 24        |
| 75 | Хотеева           | село    | 189       |
| 76 | Хрипкова          | деревня | 5         |
| 77 | Чаянка            | село    | 96        |
| 78 | Чернечек          | посёлок | 8         |
| 79 | Чистополянский    | посёлок | 64        |
| 80 | Шевякина          | деревня | 10        |
| 81 | Шемякино          | деревня | 3         |
| 82 | Щепятина          | деревня | 0         |

### Брянский
| №  | Населённый пункт         | Тип              | Население |
| -- | ------------------------ | ---------------- | --------- |
| 1  | 34 км                    | населённый пункт | 0         |
| 2  | Антоновка                | деревня          | 1424      |
| 3  | Бакшеево                 | село             | 36        |
| 4  | Балдыж                   | деревня          | 28        |
| 5  | Барышье                  | село             | 14        |
| 6  | Батагово                 | посёлок          | 380       |
| 7  | Бежань                   | посёлок          | 13        |
| 8  | Бело-Бережский санаторий | посёлок          | 309       |
| 9  | Бетово                   | деревня          | 556       |
| 10 | Бобылёво                 | деревня          | 47        |
| 11 | Большая Дубрава          | посёлок          | 27        |
| 12 | Большевик                | посёлок          | 9         |
| 13 | Буда                     | деревня          | 107       |
| 14 | Верный Путь              | посёлок          | 57        |
| 15 | Весёлый                  | посёлок          | 0         |
| 16 | Глаженка                 | деревня          | 599       |
| 17 | Глинищево                | село             | 4348      |
| 18 | Городец                  | деревня          | 253       |
| 19 | Гороховка                | деревня          | 0         |
| 20 | Госома                   | село             | 315       |
| 21 | Дарковичи                | село             | 1042      |
| 22 | Демьяничи                | деревня          | 0         |
| 23 | Добрунь                  | деревня          | 4957      |
| 24 | Домашово                 | село             | 596       |
| 25 | Дорожово                 | село             | 13        |
| 26 | Дубровка                 | деревня          | 825       |
| 27 | Елисеевичи               | село             | 35        |
| 28 | Журиничи                 | село             | 314       |
| 29 | Зайцев Двор              | посёлок          | 5         |
| 30 | Ивановка                 | посёлок          | 1122      |
| 31 | Кабаличи                 | село             | 626       |
| 32 | Ковшовское Лесничество   | посёлок          | 421       |
| 33 | Козёлкино                | посёлок          | 163       |
| 34 | станция Козёлкино        | ж.д. станция     | 27        |
| 35 | Колтово                  | деревня          | 337       |
| 36 | Корчминка                | посёлок          | 59        |
| 37 | Крючки                   | посёлок          | 6         |
| 38 | Кузьмино                 | посёлок          | 1149      |
| 39 | Курнявцево               | деревня          | 368       |
| 40 | Лесное                   | село             | 47        |
| 41 | Лесозавод                | посёлок          | 66        |
| 42 | Малое Полпино            | село             | 893       |
| 43 | Меркульево               | деревня          | 706       |
| 44 | Мирный                   | посёлок          | 188       |
| 45 | Михайловка               | посёлок          | 0         |
| 46 | Мичуринский              | посёлок          | 4525      |
| 47 | Молотино                 | деревня          | 577       |
| 48 | Нетьинка                 | посёлок          | 1705      |
| 49 | Николаевка               | деревня          | 10        |
| 50 | Новониколаевка           | деревня          | 94        |
| 51 | Новопокровский           | посёлок          | 94        |
| 52 | Новосёлки                | село             | 1202      |
| 53 | Новые Дарковичи          | посёлок          | 1900      |
| 54 | Новый Свет               | посёлок          | 26        |
| 55 | Октябрьский              | посёлок          | 15        |
| 56 | Октябрьское              | село             | 225       |
| 57 | Опахань                  | село             | 73        |
| 58 | Орловские Дворики        | посёлок          | 54        |
| 59 | Отрадное                 | село             | 1927      |
| 60 | Пальцо                   | посёлок          | 629       |
| 61 | Путёвка                  | посёлок          | 8985      |
| 62 | Путь Ленина              | посёлок          | 11        |
| 63 | Пятилетка                | посёлок          | 720       |
| 64 | Розново                  | посёлок          | 2         |
| 65 | Свень                    | посёлок          | 1349      |
| 66 | Свень-Транспортная       | посёлок          | 801       |
| 67 | Севрюково                | деревня          | 16        |
| 68 | Сельцо                   | деревня          | 73        |
| 69 | Семиполозы               | посёлок          | 0         |
| 70 | Сети                     | посёлок          | 150       |
| 71 | Смольянь                 | деревня          | 52        |
| 72 | Стаево                   | деревня          | 283       |
| 73 | Староселье               | деревня          | 397       |
| 74 | Старые Умысличи          | деревня          | 0         |
| 75 | Стеклянная Радица        | деревня          | 1311      |
| 76 | Стяжное                  | посёлок          | 355       |
| 77 | Супонево                 | село             | 9450      |
| 78 | Теменичи                 | село             | 554       |
| 79 | Тешенечи                 | деревня          | 135       |
| 80 | Тиганово                 | деревня          | 426       |
| 81 | Титовка                  | деревня          | 720       |
| 82 | Толбино                  | посёлок          | 28        |
| 83 | Толвинка                 | деревня          | 170       |
| 84 | Толмачево                | село             | 1291      |
| 85 | Трубчино                 | деревня          | 91        |
| 86 | Урицкий                  | ж.д. разъезд     | 47        |
| 87 | Успенский                | посёлок          | 21        |
| 88 | Фокинское Лесничество    | посёлок          | 36        |
| 89 | Хоробровичи              | деревня          | 6         |
| 90 | Хотомиричи               | посёлок          | 0         |
| 91 | Хотылёво                 | село             | 303       |
| 92 | Чемодурово               | деревня          | 0         |
| 93 | Чернетово                | село             | 232       |
| 94 | Чернец                   | посёлок          | 0         |
| 95 | Чернец                   | ж.д. станция     | 3440      |
| 96 | Чистяково                | посёлок          | 0         |
| 97 | Шапкино                  | деревня          | 6         |
| 98 | Южная Развязка           | посёлок          | 30        |

### Выгоничский
| №  | Населённый пункт | Тип     | Население |
| -- | ---------------- | ------- | --------- |
| 1  | Алексеевский     | посёлок | 244       |
| 2  | Архангельский    | посёлок | 2         |
| 3  | Бабинка          | деревня | 80        |
| 4  | Берёзовая Роща   | деревня | 28        |
| 5  | Богдановка       | деревня | 0         |
| 6  | Большой Крупец   | деревня | 156       |
| 7  | Бородино         | деревня | 7         |
| 8  | Бурачовка        | деревня | 190       |
| 9  | Выгоничи         | пгт     | 4658      |
| 10 | Выгоничи         | село    | 79        |
| 11 | Горицы           | деревня | 80        |
| 12 | Городец          | село    | 565       |
| 13 | Гукалинский      | посёлок | 8         |
| 14 | Деберка          | посёлок | 29        |
| 15 | Десна            | посёлок | 344       |
| 16 | Деснянский       | посёлок | 479       |
| 17 | Дуковский        | посёлок | 8         |
| 18 | Евтиховский      | посёлок | 114       |
| 19 | Закочье          | посёлок | 69        |
| 20 | Залядка          | деревня | 15        |
| 21 | Заречье          | посёлок | 80        |
| 22 | Заречье          | посёлок | 18        |
| 23 | Ивановский       | посёлок | 9         |
| 24 | Казанский        | посёлок | 4         |
| 25 | Карповка         | село    | 110       |
| 26 | Киселёвка        | посёлок | 2         |
| 27 | Клеверный        | посёлок | 12        |
| 28 | Клинок           | деревня | 41        |
| 29 | Кокино           | село    | 3008      |
| 30 | Колодное         | деревня | 38        |
| 31 | Красная Звезда   | посёлок | 3         |
| 32 | Красное          | село    | 528       |
| 33 | Красное Знамя    | посёлок | 3         |
| 34 | Красный Рог      | посёлок | 491       |
| 35 | Кубовая          | посёлок | 0         |
| 36 | Ленинский        | посёлок | 2         |
| 37 | Лопушь           | село    | 1183      |
| 38 | Маковье          | деревня | 28        |
| 39 | Малиновка        | посёлок | 0         |
| 40 | Малфа            | село    | 193       |
| 41 | Малый Крупец     | село    | 12        |
| 42 | Мирковы Уты      | село    | 27        |
| 43 | Михайловский     | посёлок | 5         |
| 44 | Михайловский     | посёлок | 2         |
| 45 | Мусинский        | посёлок | 12        |
| 46 | Мякишево         | деревня | 102       |
| 47 | Николаевка       | деревня | 10        |
| 48 | Никольский       | посёлок | 28        |
| 49 | Новомихайловский | посёлок | 0         |
| 50 | Новомихайловский | посёлок | 21        |
| 51 | Новониколаевский | посёлок | 30        |
| 52 | Новый Городец    | посёлок | 9         |
| 53 | Ольховка         | деревня | 44        |
| 54 | Орменка          | деревня | 432       |
| 55 | Павловка         | деревня | 17        |
| 56 | Павловский       | посёлок | 0         |
| 57 | Палужье          | село    | 435       |
| 58 | Паниковец        | село    | 25        |
| 59 | Первомайский     | посёлок | 3         |
| 60 | Переторги        | деревня | 107       |
| 61 | Пильшино         | деревня | 42        |
| 62 | Пильшино         | посёлок | 718       |
| 63 | Платовый Дуб     | посёлок | 6         |
| 64 | Покровка         | посёлок | 0         |
| 65 | Полубеевка       | деревня | 8         |
| 66 | Порошино         | посёлок | 105       |
| 67 | Рясное           | деревня | 10        |
| 68 | Саврасовка       | деревня | 77        |
| 69 | Садовый          | посёлок | 290       |
| 70 | Семёновка        | посёлок | 21        |
| 71 | Скрябино         | деревня | 650       |
| 72 | Скуратово        | село    | 523       |
| 73 | Согласие         | посёлок | 10        |
| 74 | Сосновка         | село    | 470       |
| 75 | Сосновое Болото  | село    | 105       |
| 76 | Субботово        | село    | 12        |
| 77 | Удельные Уты     | село    | 102       |
| 78 | Упологи          | деревня | 28        |
| 79 | Упорой           | село    | 24        |
| 80 | Уручье           | село    | 272       |
| 81 | Успенский        | посёлок | 2         |
| 82 | Хмелево          | деревня | 317       |
| 83 | Хутор-Бор        | посёлок | 649       |

### Гордеевский
| №  | Населённый пункт | Тип     | Население |
| -- | ---------------- | ------- | --------- |
| 1  | Алисовка         | деревня | 83        |
| 2  | Антоновка        | деревня | 63        |
| 3  | Белица           | посёлок | 30        |
| 4  | Борец            | посёлок | 4         |
| 5  | Великий Бор      | село    | 33        |
| 6  | Владимировка     | посёлок | 10        |
| 7  | Глинное          | село    | 340       |
| 8  | Гордеевка        | село    | 3014      |
| 9  | Дмитриевка       | деревня | 7         |
| 10 | Дубровка         | посёлок | 0         |
| 11 | Жовнец           | село    | 0         |
| 12 | Завод-Корецкий   | деревня | 215       |
| 13 | Залиповье        | посёлок | 1         |
| 14 | Зелёный Клин     | посёлок | 3         |
| 15 | Ипуть            | посёлок | 8         |
| 16 | Казаричи         | село    | 159       |
| 17 | Кожаны           | село    | 361       |
| 18 | Колыбели         | деревня | 6         |
| 19 | Крещенский       | посёлок | 9         |
| 20 | Кузнецы          | село    | 215       |
| 21 | Малоудёбное      | деревня | 156       |
| 22 | Медведовка       | посёлок | 15        |
| 23 | Мирный           | посёлок | 1374      |
| 24 | Михайловка       | деревня | 115       |
| 25 | Нежча            | деревня | 32        |
| 26 | Новоновицкая     | деревня | 54        |
| 27 | Новоселье        | деревня | 4         |
| 28 | Перетин          | село    | 207       |
| 29 | Петраковка       | деревня | 0         |
| 30 | Петрова Буда     | село    | 356       |
| 31 | Поконь           | деревня | 146       |
| 32 | Поповка          | деревня | 135       |
| 33 | Рудня-Воробьёвка | деревня | 318       |
| 34 | Смелый           | посёлок | 64        |
| 35 | Смяльч           | село    | 345       |
| 36 | Старая Полона    | деревня | 168       |
| 37 | Староновицкая    | деревня | 290       |
| 38 | Стругова Буда    | село    | 437       |
| 39 | Струговка        | деревня | 93        |
| 40 | Сугродовка       | посёлок | 1         |
| 41 | Творишино        | село    | 1021      |
| 42 | Удел             | деревня | 0         |
| 43 | Уношево          | село    | 398       |
| 44 | Фёдоровка        | деревня | 21        |
| 45 | Фёдоровка        | деревня | 20        |
| 46 | Хармынка         | деревня | 137       |
| 47 | Чернетовка       | деревня | 11        |
| 48 | Чёрный Ручей     | деревня | 232       |
| 49 | Шамры            | посёлок | 6         |
| 50 | Ширяевка         | село    | 233       |
| 51 | Ямное            | деревня | 272       |

### Дубровский
| №   | Населённый пункт   | Тип          | Население |
| --- | ------------------ | ------------ | --------- |
| 1   | Алексино           | посёлок      | 0         |
| 2   | Алешинка           | деревня      | 165       |
| 3   | Алешня             | деревня      | 10        |
| 4   | Алешня             | село         | 343       |
| 5   | Афонино            | деревня      | 0         |
| 6   | Афонино            | деревня      | 134       |
| 7   | Барковичи          | деревня      | 8         |
| 8   | Белизна            | деревня      | 0         |
| 9   | Бересток           | деревня      | 3         |
| 10  | Берлевец           | деревня      | 0         |
| 11  | Бобровня           | деревня      | 7         |
| 12  | Болотня            | деревня      | 13        |
| 13  | Большая Островня   | деревня      | 482       |
| 14  | Большой Угол       | посёлок      | 10        |
| 15  | Бордянка           | деревня      | 0         |
| 16  | Бочары             | деревня      | 0         |
| 17  | Бубново            | деревня      | 0         |
| 18  | Буда               | деревня      | 7         |
| 19  | Будвенец           | деревня      | 7         |
| 20  | Быково             | деревня      | 0         |
| 21  | Ввозы              | деревня      | 3         |
| 22  | Водоглядовка       | деревня      | 0         |
| 23  | Вязовск            | деревня      | 64        |
| 24  | Гайдуковка         | деревня      | 8         |
| 25  | Герасимовка        | деревня      | 68        |
| 26  | Глинка             | деревня      | 20        |
| 27  | Голубея            | деревня      | 45        |
| 28  | Городец            | деревня      | 0         |
| 29  | Грибовка           | деревня      | 5         |
| 30  | Давыдчи            | деревня      | 413       |
| 31  | Девочкино          | деревня      | 4         |
| 32  | Деньгубовка        | деревня      | 34        |
| 33  | Должанская Слобода | деревня      | 0         |
| 34  | Дубовец            | деревня      | 3         |
| 35  | Дубровка           | деревня      | 18        |
| 36  | Дубровка           | пгт          | 6793      |
| 37  | Жабово             | село         | 3         |
| 38  | Жуково             | деревня      | 2         |
| 39  | Жуковщина          | деревня      | 13        |
| 40  | Забелизна          | деревня      | 132       |
| 41  | Загорье            | деревня      | 6         |
| 42  | Заря               | посёлок      | 23        |
| 43  | Заустье            | деревня      | 21        |
| 44  | Зимницкая Слобода  | деревня      | 648       |
| 45  | Зобовка            | деревня      | 0         |
| 46  | Казаново           | деревня      | 13        |
| 47  | Казённое Узкое     | деревня      | 1         |
| 48  | Калинин            | посёлок      | 0         |
| 49  | Комаровка          | деревня      | 0         |
| 50  | Коробки            | посёлок      | 0         |
| 51  | Косик              | посёлок      | 9         |
| 52  | Краснополье        | деревня      | 27        |
| 53  | Кутец              | деревня      | 43        |
| 54  | Ленинский          | посёлок      | 1         |
| 55  | Липовка            | посёлок      | 90        |
| 56  | Ломаков            | посёлок      | 1         |
| 57  | Лузганки           | посёлок      | 0         |
| 58  | Любимовка          | деревня      | 22        |
| 59  | Май                | деревня      | 0         |
| 60  | Макаровка          | деревня      | 0         |
| 61  | Мареевка           | деревня      | 250       |
| 62  | Минаков            | посёлок      | 19        |
| 63  | Мирошки            | деревня      | 2         |
| 64  | Михеевка           | посёлок      | 2         |
| 65  | Немерь             | деревня      | 501       |
| 66  | Новая Салынь       | деревня      | 70        |
| 67  | Новое Узкое        | деревня      | 5         |
| 68  | Новый Свет         | посёлок      | 66        |
| 69  | Пеклино            | деревня      | 728       |
| 70  | Петроселье         | деревня      | 0         |
| 71  | Плетневка          | деревня      | 7         |
| 72  | Побойная           | деревня      | 82        |
| 73  | Поляковка          | деревня      | 0         |
| 74  | Понизовка          | деревня      | 166       |
| 75  | Потрясовка         | деревня      | 106       |
| 76  | Прилепы            | деревня      | 1         |
| 77  | Прусаковка         | деревня      | 0         |
| 78  | Радичи             | деревня      | 347       |
| 79  | Рековичи           | село         | 429       |
| 80  | Рековичи           | ж.д. станция | 8         |
| 81  | Рудня              | деревня      | 1         |
| 82  | Ручей              | деревня      | 18        |
| 83  | Рябчи              | село         | 479       |
| 84  | Свердловка         | посёлок      | 0         |
| 85  | Сергеевка          | село         | 18        |
| 86  | Серпеевка          | деревня      | 24        |
| 87  | Серпеевский        | посёлок      | 249       |
| 88  | Сеславль           | деревня      | 0         |
| 89  | Сетинка            | деревня      | 31        |
| 90  | Сеща               | посёлок      | 4310      |
| 91  | Сеща               | деревня      | 1         |
| 92  | Соболево           | деревня      | 0         |
| 93  | Сосновка           | деревня      | 12        |
| 94  | Старая Кочева      | деревня      | 0         |
| 95  | Старая Салынь      | деревня      | 7         |
| 96  | Старое Колышкино   | деревня      | 258       |
| 97  | Старое Узкое       | деревня      | 0         |
| 98  | Сурновка           | деревня      | 0         |
| 99  | Сусняг             | деревня      | 0         |
| 100 | Туреевка           | деревня      | 9         |
| 101 | Тушево             | деревня      | 0         |
| 102 | Тушево             | деревня      | 2         |
| 103 | Тютчева Слобода    | деревня      | 12        |
| 104 | Фёдоровка          | деревня      | 5         |
| 105 | Холмовая           | деревня      | 69        |
| 106 | Хотен              | посёлок      | 1         |
| 107 | Чекалина Слобода   | деревня      | 6         |
| 108 | Чепеничи           | деревня      | 8         |
| 109 | Черкасская Алешня  | деревня      | 68        |
| 110 | Чёт                | деревня      | 8         |
| 111 | Чугуновка          | деревня      | 2         |
| 112 | Шаровка            | деревня      | 0         |
| 113 | Шушерово           | деревня      | 14        |

### Дятьковский
С точки зрения муниципального устройства на территории Дятьковского района образованы Дятьковский муниципальный район и городской округ г. Фокино.
| №  | Населённый пункт | Тип          | Население | Муниципальное образование       |
| -- | ---------------- | ------------ | --------- | ------------------------------- |
| 1  | Бацкино          | село         | 139       | Дятьковский муниципальный район |
| 2  | Березино         | деревня      | 2213      | Дятьковский муниципальный район |
| 3  | Большая Жукова   | село         | 44        | Дятьковский муниципальный район |
| 4  | Будочки          | деревня      | 404       | Дятьковский муниципальный район |
| 5  | Бытошь           | пгт          | 3990      | Дятьковский муниципальный район |
| 6  | Верещовка        | деревня      | 9         | Дятьковский муниципальный район |
| 7  | Верещовка        | ж.д. станция | 0         | Дятьковский муниципальный район |
| 8  | Верхи            | деревня      | 20        | Дятьковский муниципальный район |
| 9  | Денисовка        | деревня      | 2         | Дятьковский муниципальный район |
| 10 | Доманово         | деревня      | 149       | Дятьковский муниципальный район |
| 11 | Дружба           | посёлок      | 1662      | Дятьковский муниципальный район |
| 12 | Дятьково         | город        | 25 255    | Дятьковский муниципальный район |
| 13 | Ивановичи        | деревня      | 0         | Дятьковский муниципальный район |
| 14 | Ивот             | пгт          | 5844      | Дятьковский муниципальный район |
| 15 | Ивочкины Дворы   | деревня      | 0         | Дятьковский муниципальный район |
| 16 | Клёновский       | посёлок      | 0         | Дятьковский муниципальный район |
| 17 | Колядчино        | деревня      | 122       | Дятьковский муниципальный район |
| 18 | Латышовка        | деревня      | 211       | Дятьковский муниципальный район |
| 19 | Любегощь         | деревня      | 11        | Дятьковский муниципальный район |
| 20 | Любохна          | пгт          | 4957      | Дятьковский муниципальный район |
| 21 | Любышь           | село         | 60        | Дятьковский муниципальный район |
| 22 | Малая Жукова     | деревня      | 7         | Дятьковский муниципальный район |
| 23 | Малыгин          | ж.д. станция | 4         | Дятьковский муниципальный район |
| 24 | Неверь           | деревня      | 403       | Дятьковский муниципальный район |
| 25 | Немеричи         | село         | 848       | Дятьковский муниципальный район |
| 26 | Ольшаница        | деревня      | 78        | Дятьковский муниципальный район |
| 27 | Пастушье         | деревня      | 27        | Дятьковский муниципальный район |
| 28 | Псурский Хутор   | деревня      | 0         | Дятьковский муниципальный район |
| 29 | Псурь            | деревня      | 108       | Дятьковский муниципальный район |
| 30 | Пупково          | село         | 713       | Дятьковский муниципальный район |
| 31 | Радица           | деревня      | 100       | Дятьковский муниципальный район |
| 32 | Родники          | посёлок      | 15        | Дятьковский муниципальный район |
| 33 | Романовка        | деревня      | 4         | Дятьковский муниципальный район |
| 34 | Рублино          | деревня      | 18        | Дятьковский муниципальный район |
| 35 | Савчино          | деревня      | 11        | Дятьковский муниципальный район |
| 36 | Сельцо           | деревня      | 937       | Дятьковский муниципальный район |
| 37 | Слободище        | село         | 2087      | Дятьковский муниципальный район |
| 38 | Смолигово        | деревня      | 2         | Дятьковский муниципальный район |
| 39 | Сосновка         | деревня      | 263       | Дятьковский муниципальный район |
| 40 | Старая Рубча     | деревня      | 0         | Дятьковский муниципальный район |
| 41 | Старь            | пгт          | 4182      | Дятьковский муниципальный район |
| 42 | Фокино           | город        | 12 538    | городской округ Фокино          |
| 43 | Хизовка          | деревня      | 32        | Дятьковский муниципальный район |
| 44 | Хотня            | деревня      | 4         | Дятьковский муниципальный район |
| 45 | Чернятичи        | деревня      | 293       | Дятьковский муниципальный район |
| 46 | Щученка          | деревня      | 85        | Дятьковский муниципальный район |

### Жирятинский
| №  | Населённый пункт | Тип     | Население                                                                                  |
| -- | ---------------- | ------- | ------------------------------------------------------------------------------------------ |
| 1  | Анохово          | село    | 46                                                                                         |
| 2  | Байтичи          | село    | 2                                                                                          |
| 3  | Барсуки          | посёлок | 0                                                                                          |
| 4  | Берёзовичи       | деревня | 0                                                                                          |
| 5  | Бобыничи         | деревня | 92                                                                                         |
| 6  | Болотихово       | деревня | 17                                                                                         |
| 7  | Буда             | деревня | 282                                                                                        |
| 8  | Воробейня        | село    | 269                                                                                        |
| 9  | Высокое          | деревня | 1                                                                                          |
| 10 | Высокое          | село    | 256                                                                                        |
| 11 | Гигант           | посёлок | 11                                                                                         |
| 12 | Гнезделичи       | деревня | 9                                                                                          |
| 13 | Голубково        | деревня | 0                                                                                          |
| 14 | Горбачи          | деревня | 0                                                                                          |
| 15 | Горицы           | деревня | 41                                                                                         |
| 16 | Добропушкинский  | посёлок | 10                                                                                         |
| 17 | Дорохово         | деревня | 0                                                                                          |
| 18 | Еленка           | посёлок | 3                                                                                          |
| 19 | Елисеевичи       | деревня | Получено слишком много сущностей из Викиданные. Количество загруженных сущностей: 500/500. |
| 20 | Женск            | деревня | Получено слишком много сущностей из Викиданные. Количество загруженных сущностей: 500/500. |
| 21 | Жирятино         | село    | Получено слишком много сущностей из Викиданные. Количество загруженных сущностей: 500/500. |
| 22 | Заречная         | деревня | Получено слишком много сущностей из Викиданные. Количество загруженных сущностей: 500/500. |
| 23 | Заусье           | посёлок | Получено слишком много сущностей из Викиданные. Количество загруженных сущностей: 500/500. |
| 24 | Зикеево          | деревня | Получено слишком много сущностей из Викиданные. Количество загруженных сущностей: 500/500. |
| 25 | Издежичи         | деревня | Получено слишком много сущностей из Викиданные. Количество загруженных сущностей: 500/500. |
| 26 | Ишово            | село    | Получено слишком много сущностей из Викиданные. Количество загруженных сущностей: 500/500. |
| 27 | Казаново         | деревня | Получено слишком много сущностей из Викиданные. Количество загруженных сущностей: 500/500. |
| 28 | Кашово           | село    | Получено слишком много сущностей из Викиданные. Количество загруженных сущностей: 500/500. |
| 29 | Клинок           | деревня | Получено слишком много сущностей из Викиданные. Количество загруженных сущностей: 500/500. |
| 30 | Клинок           | село    | Получено слишком много сущностей из Викиданные. Количество загруженных сущностей: 500/500. |
| 31 | Княвичи          | село    | Получено слишком много сущностей из Викиданные. Количество загруженных сущностей: 500/500. |
| 32 | Княжичи          | село    | Получено слишком много сущностей из Викиданные. Количество загруженных сущностей: 500/500. |
| 33 | Колодня          | деревня | Получено слишком много сущностей из Викиданные. Количество загруженных сущностей: 500/500. |
| 34 | Колычово         | деревня | Получено слишком много сущностей из Викиданные. Количество загруженных сущностей: 500/500. |
| 35 | Комягино         | деревня | Получено слишком много сущностей из Викиданные. Количество загруженных сущностей: 500/500. |
| 36 | Косачи           | деревня | Получено слишком много сущностей из Викиданные. Количество загруженных сущностей: 500/500. |
| 37 | Кугучево         | деревня | Получено слишком много сущностей из Викиданные. Количество загруженных сущностей: 500/500. |
| 38 | Кульнево         | село    | Получено слишком много сущностей из Викиданные. Количество загруженных сущностей: 500/500. |
| 39 | Кучеево          | деревня | Получено слишком много сущностей из Викиданные. Количество загруженных сущностей: 500/500. |
| 40 | Лашунь           | деревня | Получено слишком много сущностей из Викиданные. Количество загруженных сущностей: 500/500. |
| 41 | Литовники        | деревня | Получено слишком много сущностей из Викиданные. Количество загруженных сущностей: 500/500. |
| 42 | Логатинка        | деревня | Получено слишком много сущностей из Викиданные. Количество загруженных сущностей: 500/500. |
| 43 | Макарово         | деревня | Получено слишком много сущностей из Викиданные. Количество загруженных сущностей: 500/500. |
| 44 | Маяк             | посёлок | Получено слишком много сущностей из Викиданные. Количество загруженных сущностей: 500/500. |
| 45 | Мехово           | деревня | Получено слишком много сущностей из Викиданные. Количество загруженных сущностей: 500/500. |
| 46 | Морачово         | село    | Получено слишком много сущностей из Викиданные. Количество загруженных сущностей: 500/500. |
| 47 | Мордасово        | деревня | Получено слишком много сущностей из Викиданные. Количество загруженных сущностей: 500/500. |
| 48 | Муравьи          | посёлок | Получено слишком много сущностей из Викиданные. Количество загруженных сущностей: 500/500. |
| 49 | Некрасов         | посёлок | Получено слишком много сущностей из Викиданные. Количество загруженных сущностей: 500/500. |
| 50 | Никольский       | хутор   | Получено слишком много сущностей из Викиданные. Количество загруженных сущностей: 500/500. |
| 51 | Новое Каплино    | деревня | Получено слишком много сущностей из Викиданные. Количество загруженных сущностей: 500/500. |
| 52 | Новосоветский    | посёлок | Получено слишком много сущностей из Викиданные. Количество загруженных сущностей: 500/500. |
| 53 | Норино           | село    | Получено слишком много сущностей из Викиданные. Количество загруженных сущностей: 500/500. |
| 54 | Ожеги            | деревня | Получено слишком много сущностей из Викиданные. Количество загруженных сущностей: 500/500. |
| 55 | Окоп             | посёлок | Получено слишком много сущностей из Викиданные. Количество загруженных сущностей: 500/500. |
| 56 | Павловичи        | деревня | Получено слишком много сущностей из Викиданные. Количество загруженных сущностей: 500/500. |
| 57 | Пашково          | деревня | Получено слишком много сущностей из Викиданные. Количество загруженных сущностей: 500/500. |
| 58 | Первомайский     | посёлок | Получено слишком много сущностей из Викиданные. Количество загруженных сущностей: 500/500. |
| 59 | Подузово         | деревня | Получено слишком много сущностей из Викиданные. Количество загруженных сущностей: 500/500. |
| 60 | Ратное           | деревня | Получено слишком много сущностей из Викиданные. Количество загруженных сущностей: 500/500. |
| 61 | Рубча            | село    | Получено слишком много сущностей из Викиданные. Количество загруженных сущностей: 500/500. |
| 62 | Савлуково        | село    | Получено слишком много сущностей из Викиданные. Количество загруженных сущностей: 500/500. |
| 63 | Садовичи         | деревня | Получено слишком много сущностей из Викиданные. Количество загруженных сущностей: 500/500. |
| 64 | Санники          | деревня | Получено слишком много сущностей из Викиданные. Количество загруженных сущностей: 500/500. |
| 65 | Светлый Луч      | посёлок | Получено слишком много сущностей из Викиданные. Количество загруженных сущностей: 500/500. |
| 66 | Синьково         | село    | Получено слишком много сущностей из Викиданные. Количество загруженных сущностей: 500/500. |
| 67 | Соколья Слобода  | деревня | Получено слишком много сущностей из Викиданные. Количество загруженных сущностей: 500/500. |
| 68 | Старое Каплино   | деревня | Получено слишком много сущностей из Викиданные. Количество загруженных сущностей: 500/500. |
| 69 | Столбы           | деревня | Получено слишком много сущностей из Викиданные. Количество загруженных сущностей: 500/500. |
| 70 | Страшевичи       | село    | Получено слишком много сущностей из Викиданные. Количество загруженных сущностей: 500/500. |
| 71 | Тарасово         | деревня | Получено слишком много сущностей из Викиданные. Количество загруженных сущностей: 500/500. |
| 72 | Творишичи        | село    | Получено слишком много сущностей из Викиданные. Количество загруженных сущностей: 500/500. |
| 73 | Троян            | посёлок | Получено слишком много сущностей из Викиданные. Количество загруженных сущностей: 500/500. |
| 74 | Усошки           | деревня | Получено слишком много сущностей из Викиданные. Количество загруженных сущностей: 500/500. |
| 75 | Харабочи         | деревня | Получено слишком много сущностей из Викиданные. Количество загруженных сущностей: 500/500. |
| 76 | Шейка            | посёлок | Получено слишком много сущностей из Викиданные. Количество загруженных сущностей: 500/500. |
| 77 | Шустово          | деревня | Получено слишком много сущностей из Викиданные. Количество загруженных сущностей: 500/500. |

### Жуковский (Жуковский муниципальный округ)
| №  | Населённый пункт   | Тип     | Население                                                                                  |
| -- | ------------------ | ------- | ------------------------------------------------------------------------------------------ |
| 1  | Александровка      | деревня | Получено слишком много сущностей из Викиданные. Количество загруженных сущностей: 500/500. |
| 2  | Балтика            | посёлок | Получено слишком много сущностей из Викиданные. Количество загруженных сущностей: 500/500. |
| 3  | Белоглавая         | посёлок | Получено слишком много сущностей из Викиданные. Количество загруженных сущностей: 500/500. |
| 4  | Белоголовль        | село    | Получено слишком много сущностей из Викиданные. Количество загруженных сущностей: 500/500. |
| 5  | Бережки            | деревня | Получено слишком много сущностей из Викиданные. Количество загруженных сущностей: 500/500. |
| 6  | Берёзовка          | деревня | Получено слишком много сущностей из Викиданные. Количество загруженных сущностей: 500/500. |
| 7  | Богачевка          | посёлок | Получено слишком много сущностей из Викиданные. Количество загруженных сущностей: 500/500. |
| 8  | Большак            | посёлок | Получено слишком много сущностей из Викиданные. Количество загруженных сущностей: 500/500. |
| 9  | Быковичи           | деревня | Получено слишком много сущностей из Викиданные. Количество загруженных сущностей: 500/500. |
| 10 | Велея              | деревня | Получено слишком много сущностей из Викиданные. Количество загруженных сущностей: 500/500. |
| 11 | Верещовский        | посёлок | Получено слишком много сущностей из Викиданные. Количество загруженных сущностей: 500/500. |
| 12 | Вилейский          | посёлок | Получено слишком много сущностей из Викиданные. Количество загруженных сущностей: 500/500. |
| 13 | Вщиж               | село    | Получено слишком много сущностей из Викиданные. Количество загруженных сущностей: 500/500. |
| 14 | Вышковичи          | деревня | Получено слишком много сущностей из Викиданные. Количество загруженных сущностей: 500/500. |
| 15 | Глинки             | деревня | Получено слишком много сущностей из Викиданные. Количество загруженных сущностей: 500/500. |
| 16 | Гостиловка         | посёлок | Получено слишком много сущностей из Викиданные. Количество загруженных сущностей: 500/500. |
| 17 | Гришина Слобода    | деревня | Получено слишком много сущностей из Викиданные. Количество загруженных сущностей: 500/500. |
| 18 | Дубрава            | посёлок | Получено слишком много сущностей из Викиданные. Количество загруженных сущностей: 500/500. |
| 19 | Дуброславичи       | деревня | Получено слишком много сущностей из Викиданные. Количество загруженных сущностей: 500/500. |
| 20 | Дятьковичи         | село    | Получено слишком много сущностей из Викиданные. Количество загруженных сущностей: 500/500. |
| 21 | Жуковка            | город   | Получено слишком много сущностей из Викиданные. Количество загруженных сущностей: 500/500. |
| 22 | Загорка            | деревня | Получено слишком много сущностей из Викиданные. Количество загруженных сущностей: 500/500. |
| 23 | Задубравье         | деревня | Получено слишком много сущностей из Викиданные. Количество загруженных сущностей: 500/500. |
| 24 | Зерновка           | деревня | Получено слишком много сущностей из Викиданные. Количество загруженных сущностей: 500/500. |
| 25 | Казариновка        | деревня | Получено слишком много сущностей из Викиданные. Количество загруженных сущностей: 500/500. |
| 26 | Ким                | деревня | Получено слишком много сущностей из Викиданные. Количество загруженных сущностей: 500/500. |
| 27 | Кончино            | посёлок | Получено слишком много сущностей из Викиданные. Количество загруженных сущностей: 500/500. |
| 28 | Коробовка          | деревня | Получено слишком много сущностей из Викиданные. Количество загруженных сущностей: 500/500. |
| 29 | Косилово           | деревня | Получено слишком много сущностей из Викиданные. Количество загруженных сущностей: 500/500. |
| 30 | Кочева             | деревня | Получено слишком много сущностей из Викиданные. Количество загруженных сущностей: 500/500. |
| 31 | Красная            | посёлок | Получено слишком много сущностей из Викиданные. Количество загруженных сущностей: 500/500. |
| 32 | Красный Бор        | посёлок | Получено слишком много сущностей из Викиданные. Количество загруженных сущностей: 500/500. |
| 33 | Круча              | деревня | Получено слишком много сущностей из Викиданные. Количество загруженных сущностей: 500/500. |
| 34 | Крыжино            | село    | Получено слишком много сущностей из Викиданные. Количество загруженных сущностей: 500/500. |
| 35 | Латыши             | посёлок | Получено слишком много сущностей из Викиданные. Количество загруженных сущностей: 500/500. |
| 36 | Леденёво           | деревня | Получено слишком много сущностей из Викиданные. Количество загруженных сущностей: 500/500. |
| 37 | Лелятино           | деревня | Получено слишком много сущностей из Викиданные. Количество загруженных сущностей: 500/500. |
| 38 | Летошники          | деревня | Получено слишком много сущностей из Викиданные. Количество загруженных сущностей: 500/500. |
| 39 | Логвани            | деревня | Получено слишком много сущностей из Викиданные. Количество загруженных сущностей: 500/500. |
| 40 | Матрёновка         | деревня | Получено слишком много сущностей из Викиданные. Количество загруженных сущностей: 500/500. |
| 41 | Меловка            | посёлок | Получено слишком много сущностей из Викиданные. Количество загруженных сущностей: 500/500. |
| 42 | Мосток             | деревня | Получено слишком много сущностей из Викиданные. Количество загруженных сущностей: 500/500. |
| 43 | Небольсинский      | посёлок | Получено слишком много сущностей из Викиданные. Количество загруженных сущностей: 500/500. |
| 44 | Неготино           | деревня | Получено слишком много сущностей из Викиданные. Количество загруженных сущностей: 500/500. |
| 45 | Нешковичи          | деревня | Получено слишком много сущностей из Викиданные. Количество загруженных сущностей: 500/500. |
| 46 | Никитенка          | деревня | Получено слишком много сущностей из Викиданные. Количество загруженных сущностей: 500/500. |
| 47 | Николаевка         | деревня | Получено слишком много сущностей из Викиданные. Количество загруженных сущностей: 500/500. |
| 48 | Никольская Слобода | деревня | Получено слишком много сущностей из Викиданные. Количество загруженных сущностей: 500/500. |
| 49 | Новая Буда         | деревня | Получено слишком много сущностей из Викиданные. Количество загруженных сущностей: 500/500. |
| 50 | Новоселье          | деревня | Получено слишком много сущностей из Викиданные. Количество загруженных сущностей: 500/500. |
| 51 | Новые Месковичи    | деревня | Получено слишком много сущностей из Викиданные. Количество загруженных сущностей: 500/500. |
| 52 | Овстуг             | село    | Получено слишком много сущностей из Викиданные. Количество загруженных сущностей: 500/500. |
| 53 | Озерище            | посёлок | Получено слишком много сущностей из Викиданные. Количество загруженных сущностей: 500/500. |
| 54 | Олсуфьево          | посёлок | Получено слишком много сущностей из Викиданные. Количество загруженных сущностей: 500/500. |
| 55 | Ольховка           | деревня | Получено слишком много сущностей из Викиданные. Количество загруженных сущностей: 500/500. |
| 56 | Орловка            | деревня | Получено слишком много сущностей из Викиданные. Количество загруженных сущностей: 500/500. |
| 57 | Остров             | деревня | Получено слишком много сущностей из Викиданные. Количество загруженных сущностей: 500/500. |
| 58 | Первомайский       | посёлок | Получено слишком много сущностей из Викиданные. Количество загруженных сущностей: 500/500. |
| 59 | Песочня            | деревня | Получено слишком много сущностей из Викиданные. Количество загруженных сущностей: 500/500. |
| 60 | Петуховка          | деревня | Получено слишком много сущностей из Викиданные. Количество загруженных сущностей: 500/500. |
| 61 | Поляковка          | хутор   | Получено слишком много сущностей из Викиданные. Количество загруженных сущностей: 500/500. |
| 62 | Похвальный         | посёлок | Получено слишком много сущностей из Викиданные. Количество загруженных сущностей: 500/500. |
| 63 | Приютино           | деревня | Получено слишком много сущностей из Викиданные. Количество загруженных сущностей: 500/500. |
| 64 | Речица             | село    | Получено слишком много сущностей из Викиданные. Количество загруженных сущностей: 500/500. |
| 65 | Ржаница            | село    | Получено слишком много сущностей из Викиданные. Количество загруженных сущностей: 500/500. |
| 66 | Саково             | деревня | Получено слишком много сущностей из Викиданные. Количество загруженных сущностей: 500/500. |
| 67 | Сельцо-Рудное      | деревня | Получено слишком много сущностей из Викиданные. Количество загруженных сущностей: 500/500. |
| 68 | Сидоровка          | деревня | Получено слишком много сущностей из Викиданные. Количество загруженных сущностей: 500/500. |
| 69 | Силеевка           | деревня | Получено слишком много сущностей из Викиданные. Количество загруженных сущностей: 500/500. |
| 70 | Слободской         | посёлок | Получено слишком много сущностей из Викиданные. Количество загруженных сущностей: 500/500. |
| 71 | Старое Лавшино     | деревня | Получено слишком много сущностей из Викиданные. Количество загруженных сущностей: 500/500. |
| 72 | Старые Месковичи   | деревня | Получено слишком много сущностей из Викиданные. Количество загруженных сущностей: 500/500. |
| 73 | Стибково           | деревня | Получено слишком много сущностей из Викиданные. Количество загруженных сущностей: 500/500. |
| 74 | Сума               | деревня | Получено слишком много сущностей из Викиданные. Количество загруженных сущностей: 500/500. |
| 75 | Тенешево           | посёлок | Получено слишком много сущностей из Викиданные. Количество загруженных сущностей: 500/500. |
| 76 | Титовка            | деревня | Получено слишком много сущностей из Викиданные. Количество загруженных сущностей: 500/500. |
| 77 | Токарёво           | село    | Получено слишком много сущностей из Викиданные. Количество загруженных сущностей: 500/500. |
| 78 | Томиловичи         | посёлок | Получено слишком много сущностей из Викиданные. Количество загруженных сущностей: 500/500. |
| 79 | Тросна             | посёлок | Получено слишком много сущностей из Викиданные. Количество загруженных сущностей: 500/500. |
| 80 | Трубачи            | деревня | Получено слишком много сущностей из Викиданные. Количество загруженных сущностей: 500/500. |
| 81 | Угость             | посёлок | Получено слишком много сущностей из Викиданные. Количество загруженных сущностей: 500/500. |
| 82 | Упрусы             | деревня | Получено слишком много сущностей из Викиданные. Количество загруженных сущностей: 500/500. |
| 83 | Фошня              | село    | Получено слишком много сущностей из Викиданные. Количество загруженных сущностей: 500/500. |
| 84 | Ходиловичи         | деревня | Получено слишком много сущностей из Викиданные. Количество загруженных сущностей: 500/500. |
| 85 | Цветники           | посёлок | Получено слишком много сущностей из Викиданные. Количество загруженных сущностей: 500/500. |
| 86 | Шамордино          | деревня | Получено слишком много сущностей из Викиданные. Количество загруженных сущностей: 500/500. |

### Злынковский
| №  | Населённый пункт  | Тип     | Население                                                                                  |
| -- | ----------------- | ------- | ------------------------------------------------------------------------------------------ |
| 1  | Азаричи           | село    | Получено слишком много сущностей из Викиданные. Количество загруженных сущностей: 500/500. |
| 2  | Барановка         | деревня | Получено слишком много сущностей из Викиданные. Количество загруженных сущностей: 500/500. |
| 3  | Барки             | деревня | Получено слишком много сущностей из Викиданные. Количество загруженных сущностей: 500/500. |
| 4  | Большие Щербиничи | село    | Получено слишком много сущностей из Викиданные. Количество загруженных сущностей: 500/500. |
| 5  | Вербовка          | посёлок | Получено слишком много сущностей из Викиданные. Количество загруженных сущностей: 500/500. |
| 6  | Вилы              | посёлок | Получено слишком много сущностей из Викиданные. Количество загруженных сущностей: 500/500. |
| 7  | Вишенки           | посёлок | Получено слишком много сущностей из Викиданные. Количество загруженных сущностей: 500/500. |
| 8  | Воронова Гута     | посёлок | Получено слишком много сущностей из Викиданные. Количество загруженных сущностей: 500/500. |
| 9  | Вышков            | пгт     | Получено слишком много сущностей из Викиданные. Количество загруженных сущностей: 500/500. |
| 10 | Гута              | деревня | Получено слишком много сущностей из Викиданные. Количество загруженных сущностей: 500/500. |
| 11 | Денисковичи       | село    | Получено слишком много сущностей из Викиданные. Количество загруженных сущностей: 500/500. |
| 12 | Добродеевка       | село    | Получено слишком много сущностей из Викиданные. Количество загруженных сущностей: 500/500. |
| 13 | Добрынь           | посёлок | Получено слишком много сущностей из Викиданные. Количество загруженных сущностей: 500/500. |
| 14 | Добрынька         | посёлок | Получено слишком много сущностей из Викиданные. Количество загруженных сущностей: 500/500. |
| 15 | Еловка            | посёлок | Получено слишком много сущностей из Викиданные. Количество загруженных сущностей: 500/500. |
| 16 | Зелёная Роща      | деревня | Получено слишком много сущностей из Викиданные. Количество загруженных сущностей: 500/500. |
| 17 | Злынка            | город   | Получено слишком много сущностей из Викиданные. Количество загруженных сущностей: 500/500. |
| 18 | Карпиловка        | деревня | Получено слишком много сущностей из Викиданные. Количество загруженных сущностей: 500/500. |
| 19 | Кожановка         | деревня | Получено слишком много сущностей из Викиданные. Количество загруженных сущностей: 500/500. |
| 20 | Красный Камень    | посёлок | Получено слишком много сущностей из Викиданные. Количество загруженных сущностей: 500/500. |
| 21 | Лысые             | село    | Получено слишком много сущностей из Викиданные. Количество загруженных сущностей: 500/500. |
| 22 | Любин             | посёлок | Получено слишком много сущностей из Викиданные. Количество загруженных сущностей: 500/500. |
| 23 | Малые Щербиничи   | село    | Получено слишком много сущностей из Викиданные. Количество загруженных сущностей: 500/500. |
| 24 | Муравинка         | деревня | Получено слишком много сущностей из Викиданные. Количество загруженных сущностей: 500/500. |
| 25 | Нетеша            | посёлок | Получено слишком много сущностей из Викиданные. Количество загруженных сущностей: 500/500. |
| 26 | Новобежков        | посёлок | Получено слишком много сущностей из Викиданные. Количество загруженных сущностей: 500/500. |
| 27 | Озерище           | посёлок | Получено слишком много сущностей из Викиданные. Количество загруженных сущностей: 500/500. |
| 28 | Павловка          | посёлок | Получено слишком много сущностей из Викиданные. Количество загруженных сущностей: 500/500. |
| 29 | Петровка          | деревня | Получено слишком много сущностей из Викиданные. Количество загруженных сущностей: 500/500. |
| 30 | Петрятинка        | село    | Получено слишком много сущностей из Викиданные. Количество загруженных сущностей: 500/500. |
| 31 | Рогов             | село    | Получено слишком много сущностей из Викиданные. Количество загруженных сущностей: 500/500. |
| 32 | Савичка           | посёлок | Получено слишком много сущностей из Викиданные. Количество загруженных сущностей: 500/500. |
| 33 | Свидерки          | посёлок | Получено слишком много сущностей из Викиданные. Количество загруженных сущностей: 500/500. |
| 34 | Свисток           | посёлок | Получено слишком много сущностей из Викиданные. Количество загруженных сущностей: 500/500. |
| 35 | Сенное            | деревня | Получено слишком много сущностей из Викиданные. Количество загруженных сущностей: 500/500. |
| 36 | Серовка           | село    | Получено слишком много сущностей из Викиданные. Количество загруженных сущностей: 500/500. |
| 37 | Сосновый Бор      | посёлок | Получено слишком много сущностей из Викиданные. Количество загруженных сущностей: 500/500. |
| 38 | Софиевка          | посёлок | Получено слишком много сущностей из Викиданные. Количество загруженных сущностей: 500/500. |
| 39 | Спиридонова Буда  | село    | Получено слишком много сущностей из Викиданные. Количество загруженных сущностей: 500/500. |
| 40 | Фёдоровка         | деревня | Получено слишком много сущностей из Викиданные. Количество загруженных сущностей: 500/500. |
| 41 | Чехов             | посёлок | Получено слишком много сущностей из Викиданные. Количество загруженных сущностей: 500/500. |
| 42 | Шурубовка         | деревня | Получено слишком много сущностей из Викиданные. Количество загруженных сущностей: 500/500. |

### Карачевский
| №   | Населённый пункт  | Тип     | Население                                                                                  |
| --- | ----------------- | ------- | ------------------------------------------------------------------------------------------ |
| 1   | Аксиньина         | деревня | Получено слишком много сущностей из Викиданные. Количество загруженных сущностей: 500/500. |
| 2   | Аксютина          | деревня | Получено слишком много сущностей из Викиданные. Количество загруженных сущностей: 500/500. |
| 3   | Алексеева         | деревня | Получено слишком много сущностей из Викиданные. Количество загруженных сущностей: 500/500. |
| 4   | Алымова           | село    | Получено слишком много сущностей из Викиданные. Количество загруженных сущностей: 500/500. |
| 5   | Амозовский        | посёлок | Получено слишком много сущностей из Викиданные. Количество загруженных сущностей: 500/500. |
| 6   | Бабинка           | деревня | Получено слишком много сущностей из Викиданные. Количество загруженных сущностей: 500/500. |
| 7   | Бавыкина          | деревня | Получено слишком много сущностей из Викиданные. Количество загруженных сущностей: 500/500. |
| 8   | Байкова           | деревня | Получено слишком много сущностей из Викиданные. Количество загруженных сущностей: 500/500. |
| 9   | Барановка         | деревня | Получено слишком много сущностей из Викиданные. Количество загруженных сущностей: 500/500. |
| 10  | Башкатов          | посёлок | Получено слишком много сущностей из Викиданные. Количество загруженных сущностей: 500/500. |
| 11  | Бережок           | село    | Получено слишком много сущностей из Викиданные. Количество загруженных сущностей: 500/500. |
| 12  | Берёзовка         | посёлок | Получено слишком много сущностей из Викиданные. Количество загруженных сущностей: 500/500. |
| 13  | Благовещенский    | посёлок | Получено слишком много сущностей из Викиданные. Количество загруженных сущностей: 500/500. |
| 14  | Бобровка          | деревня | Получено слишком много сущностей из Викиданные. Количество загруженных сущностей: 500/500. |
| 15  | Большие Подосинки | деревня | Получено слишком много сущностей из Викиданные. Количество загруженных сущностей: 500/500. |
| 16  | Бочарки           | село    | Получено слишком много сущностей из Викиданные. Количество загруженных сущностей: 500/500. |
| 17  | Бошино            | село    | Получено слишком много сущностей из Викиданные. Количество загруженных сущностей: 500/500. |
| 18  | Бражина           | деревня | Получено слишком много сущностей из Викиданные. Количество загруженных сущностей: 500/500. |
| 19  | Вельяминова       | село    | Получено слишком много сущностей из Викиданные. Количество загруженных сущностей: 500/500. |
| 20  | Вереща            | деревня | Получено слишком много сущностей из Викиданные. Количество загруженных сущностей: 500/500. |
| 21  | Верхополье        | село    | Получено слишком много сущностей из Викиданные. Количество загруженных сущностей: 500/500. |
| 22  | Вишнёвка          | деревня | Получено слишком много сущностей из Викиданные. Количество загруженных сущностей: 500/500. |
| 23  | Власовка          | деревня | Получено слишком много сущностей из Викиданные. Количество загруженных сущностей: 500/500. |
| 24  | Волкова           | деревня | Получено слишком много сущностей из Викиданные. Количество загруженных сущностей: 500/500. |
| 25  | Воронинка         | деревня | Получено слишком много сущностей из Викиданные. Количество загруженных сущностей: 500/500. |
| 26  | Воскресенский     | посёлок | Получено слишком много сущностей из Викиданные. Количество загруженных сущностей: 500/500. |
| 27  | Газеновка         | посёлок | Получено слишком много сущностей из Викиданные. Количество загруженных сущностей: 500/500. |
| 28  | Ганюки            | деревня | Получено слишком много сущностей из Викиданные. Количество загруженных сущностей: 500/500. |
| 29  | Глыбочка          | деревня | Получено слишком много сущностей из Викиданные. Количество загруженных сущностей: 500/500. |
| 30  | Голубино          | деревня | Получено слишком много сущностей из Викиданные. Количество загруженных сущностей: 500/500. |
| 31  | Гощь              | село    | Получено слишком много сущностей из Викиданные. Количество загруженных сущностей: 500/500. |
| 32  | Грибовы Дворы     | деревня | Получено слишком много сущностей из Викиданные. Количество загруженных сущностей: 500/500. |
| 33  | Гридина           | деревня | Получено слишком много сущностей из Викиданные. Количество загруженных сущностей: 500/500. |
| 34  | Дарьина           | деревня | Получено слишком много сущностей из Викиданные. Количество загруженных сущностей: 500/500. |
| 35  | Долгий            | посёлок | Получено слишком много сущностей из Викиданные. Количество загруженных сущностей: 500/500. |
| 36  | Дронова           | село    | Получено слишком много сущностей из Викиданные. Количество загруженных сущностей: 500/500. |
| 37  | Дубрава           | деревня | Получено слишком много сущностей из Викиданные. Количество загруженных сущностей: 500/500. |
| 38  | Дунаевский        | посёлок | Получено слишком много сущностей из Викиданные. Количество загруженных сущностей: 500/500. |
| 39  | Дюкарева          | деревня | Получено слишком много сущностей из Викиданные. Количество загруженных сущностей: 500/500. |
| 40  | Емельянова        | деревня | Получено слишком много сущностей из Викиданные. Количество загруженных сущностей: 500/500. |
| 41  | Желтоводье        | деревня | Получено слишком много сущностей из Викиданные. Количество загруженных сущностей: 500/500. |
| 42  | Желунова          | деревня | Получено слишком много сущностей из Викиданные. Количество загруженных сущностей: 500/500. |
| 43  | Жиркины Дворы     | деревня | Получено слишком много сущностей из Викиданные. Количество загруженных сущностей: 500/500. |
| 44  | Затинная          | деревня | Получено слишком много сущностей из Викиданные. Количество загруженных сущностей: 500/500. |
| 45  | Зверево           | посёлок | Получено слишком много сущностей из Викиданные. Количество загруженных сущностей: 500/500. |
| 46  | Зеленино          | село    | Получено слишком много сущностей из Викиданные. Количество загруженных сущностей: 500/500. |
| 47  | Карачев           | город   | Получено слишком много сущностей из Викиданные. Количество загруженных сущностей: 500/500. |
| 48  | Кареева           | деревня | Получено слишком много сущностей из Викиданные. Количество загруженных сущностей: 500/500. |
| 49  | Карповка          | деревня | Получено слишком много сущностей из Викиданные. Количество загруженных сущностей: 500/500. |
| 50  | Кашинка           | деревня | Получено слишком много сущностей из Викиданные. Количество загруженных сущностей: 500/500. |
| 51  | Козинки           | деревня | Получено слишком много сущностей из Викиданные. Количество загруженных сущностей: 500/500. |
| 52  | Козловский        | посёлок | Получено слишком много сущностей из Викиданные. Количество загруженных сущностей: 500/500. |
| 53  | Коптилово         | деревня | Получено слишком много сущностей из Викиданные. Количество загруженных сущностей: 500/500. |
| 54  | Костихина         | деревня | Получено слишком много сущностей из Викиданные. Количество загруженных сущностей: 500/500. |
| 55  | Костихино         | деревня | Получено слишком много сущностей из Викиданные. Количество загруженных сущностей: 500/500. |
| 56  | Кочержинка        | деревня | Получено слишком много сущностей из Викиданные. Количество загруженных сущностей: 500/500. |
| 57  | Кошкоданова       | деревня | Получено слишком много сущностей из Викиданные. Количество загруженных сущностей: 500/500. |
| 58  | Красная           | деревня | Получено слишком много сущностей из Викиданные. Количество загруженных сущностей: 500/500. |
| 59  | Красная Поляна    | посёлок | Получено слишком много сущностей из Викиданные. Количество загруженных сущностей: 500/500. |
| 60  | Красные Дворики   | посёлок | Получено слишком много сущностей из Викиданные. Количество загруженных сущностей: 500/500. |
| 61  | Кривошеина        | деревня | Получено слишком много сущностей из Викиданные. Количество загруженных сущностей: 500/500. |
| 62  | Крутое            | посёлок | Получено слишком много сущностей из Викиданные. Количество загруженных сущностей: 500/500. |
| 63  | Куприна           | деревня | Получено слишком много сущностей из Викиданные. Количество загруженных сущностей: 500/500. |
| 64  | Липовка           | деревня | Получено слишком много сущностей из Викиданные. Количество загруженных сущностей: 500/500. |
| 65  | Лужецкая          | деревня | Получено слишком много сущностей из Викиданные. Количество загруженных сущностей: 500/500. |
| 66  | Ляды              | деревня | Получено слишком много сущностей из Викиданные. Количество загруженных сущностей: 500/500. |
| 67  | Мазнева           | деревня | Получено слишком много сущностей из Викиданные. Количество загруженных сущностей: 500/500. |
| 68  | Малая Осиновка    | деревня | Получено слишком много сущностей из Викиданные. Количество загруженных сущностей: 500/500. |
| 69  | Мальтина          | деревня | Получено слишком много сущностей из Викиданные. Количество загруженных сущностей: 500/500. |
| 70  | Мариничи          | посёлок | Получено слишком много сущностей из Викиданные. Количество загруженных сущностей: 500/500. |
| 71  | Масловка          | деревня | Получено слишком много сущностей из Викиданные. Количество загруженных сущностей: 500/500. |
| 72  | Моисеева Гора     | посёлок | Получено слишком много сущностей из Викиданные. Количество загруженных сущностей: 500/500. |
| 73  | Мокрое            | деревня | Получено слишком много сущностей из Викиданные. Количество загруженных сущностей: 500/500. |
| 74  | Монастырский      | посёлок | Получено слишком много сущностей из Викиданные. Количество загруженных сущностей: 500/500. |
| 75  | Морозовка         | деревня | Получено слишком много сущностей из Викиданные. Количество загруженных сущностей: 500/500. |
| 76  | Мылинка           | деревня | Получено слишком много сущностей из Викиданные. Количество загруженных сущностей: 500/500. |
| 77  | Набережная        | деревня | Получено слишком много сущностей из Викиданные. Количество загруженных сущностей: 500/500. |
| 78  | Непряхино         | деревня | Получено слишком много сущностей из Викиданные. Количество загруженных сущностей: 500/500. |
| 79  | Нечаева           | деревня | Получено слишком много сущностей из Викиданные. Количество загруженных сущностей: 500/500. |
| 80  | Новая Деревня     | посёлок | Получено слишком много сущностей из Викиданные. Количество загруженных сущностей: 500/500. |
| 81  | Новгородский      | посёлок | Получено слишком много сущностей из Викиданные. Количество загруженных сущностей: 500/500. |
| 82  | Одрина            | село    | Получено слишком много сущностей из Викиданные. Количество загруженных сущностей: 500/500. |
| 83  | Ольховка          | деревня | Получено слишком много сущностей из Викиданные. Количество загруженных сущностей: 500/500. |
| 84  | Осиновка          | деревня | Получено слишком много сущностей из Викиданные. Количество загруженных сущностей: 500/500. |
| 85  | Осиновые Дворики  | деревня | Получено слишком много сущностей из Викиданные. Количество загруженных сущностей: 500/500. |
| 86  | Пасека            | деревня | Получено слишком много сущностей из Викиданные. Количество загруженных сущностей: 500/500. |
| 87  | Песочня           | деревня | Получено слишком много сущностей из Викиданные. Количество загруженных сущностей: 500/500. |
| 88  | Петрова           | село    | Получено слишком много сущностей из Викиданные. Количество загруженных сущностей: 500/500. |
| 89  | Печки             | деревня | Получено слишком много сущностей из Викиданные. Количество загруженных сущностей: 500/500. |
| 90  | Подсосонки        | деревня | Получено слишком много сущностей из Викиданные. Количество загруженных сущностей: 500/500. |
| 91  | Попкова           | деревня | Получено слишком много сущностей из Викиданные. Количество загруженных сущностей: 500/500. |
| 92  | Приютово          | деревня | Получено слишком много сущностей из Викиданные. Количество загруженных сущностей: 500/500. |
| 93  | Рассвет           | деревня | Получено слишком много сущностей из Викиданные. Количество загруженных сущностей: 500/500. |
| 94  | Ревны             | деревня | Получено слишком много сущностей из Викиданные. Количество загруженных сущностей: 500/500. |
| 95  | Речица            | село    | Получено слишком много сущностей из Викиданные. Количество загруженных сущностей: 500/500. |
| 96  | Ружное            | село    | Получено слишком много сущностей из Викиданные. Количество загруженных сущностей: 500/500. |
| 97  | Русин             | посёлок | Получено слишком много сущностей из Викиданные. Количество загруженных сущностей: 500/500. |
| 98  | Рябиновка         | деревня | Получено слишком много сущностей из Викиданные. Количество загруженных сущностей: 500/500. |
| 99  | Сабурова          | деревня | Получено слишком много сущностей из Викиданные. Количество загруженных сущностей: 500/500. |
| 100 | Семёновка         | деревня | Получено слишком много сущностей из Викиданные. Количество загруженных сущностей: 500/500. |
| 101 | Сергеевка         | деревня | Получено слишком много сущностей из Викиданные. Количество загруженных сущностей: 500/500. |
| 102 | Слобода           | деревня | Получено слишком много сущностей из Викиданные. Количество загруженных сущностей: 500/500. |
| 103 | Согласие          | посёлок | Получено слишком много сущностей из Викиданные. Количество загруженных сущностей: 500/500. |
| 104 | Соковнина         | деревня | Получено слишком много сущностей из Викиданные. Количество загруженных сущностей: 500/500. |
| 105 | Сумарокова        | деревня | Получено слишком много сущностей из Викиданные. Количество загруженных сущностей: 500/500. |
| 106 | Сурьянова         | деревня | Получено слишком много сущностей из Викиданные. Количество загруженных сущностей: 500/500. |
| 107 | Суханка           | деревня | Получено слишком много сущностей из Викиданные. Количество загруженных сущностей: 500/500. |
| 108 | Сычовка           | деревня | Получено слишком много сущностей из Викиданные. Количество загруженных сущностей: 500/500. |
| 109 | Тёплое            | посёлок | Получено слишком много сущностей из Викиданные. Количество загруженных сущностей: 500/500. |
| 110 | Трубченинова      | деревня | Получено слишком много сущностей из Викиданные. Количество загруженных сущностей: 500/500. |
| 111 | Трыковка          | село    | Получено слишком много сущностей из Викиданные. Количество загруженных сущностей: 500/500. |
| 112 | Философов Завод   | деревня | Получено слишком много сущностей из Викиданные. Количество загруженных сущностей: 500/500. |
| 113 | Фроловка          | деревня | Получено слишком много сущностей из Викиданные. Количество загруженных сущностей: 500/500. |
| 114 | Фроловский        | посёлок | Получено слишком много сущностей из Викиданные. Количество загруженных сущностей: 500/500. |
| 115 | Хацунь            | деревня | Получено слишком много сущностей из Викиданные. Количество загруженных сущностей: 500/500. |
| 116 | Хохловка          | деревня | Получено слишком много сущностей из Викиданные. Количество загруженных сущностей: 500/500. |
| 117 | Царёво Займище    | деревня | Получено слишком много сущностей из Викиданные. Количество загруженных сущностей: 500/500. |
| 118 | Цурикова          | деревня | Получено слишком много сущностей из Викиданные. Количество загруженных сущностей: 500/500. |
| 119 | Шемятка           | деревня | Получено слишком много сущностей из Викиданные. Количество загруженных сущностей: 500/500. |
| 120 | Юрасово           | село    | Получено слишком много сущностей из Викиданные. Количество загруженных сущностей: 500/500. |
| 121 | Яковлева          | деревня | Получено слишком много сущностей из Викиданные. Количество загруженных сущностей: 500/500. |

### Клетнянский
| №  | Населённый пункт            | Тип        | Население                                                                                  |
| -- | --------------------------- | ---------- | ------------------------------------------------------------------------------------------ |
| 1  | 4-й км Мамаевской ж/д Ветки | посёлок    | Получено слишком много сущностей из Викиданные. Количество загруженных сущностей: 500/500. |
| 2  | 7-й км Мамаевской ж/д Ветки | посёлок    | Получено слишком много сущностей из Викиданные. Количество загруженных сущностей: 500/500. |
| 3  | 8-й км Мамаевской ж/д Ветки | посёлок    | Получено слишком много сущностей из Викиданные. Количество загруженных сущностей: 500/500. |
| 4  | 9-й км Мамаевской ж/д Ветки | посёлок    | Получено слишком много сущностей из Викиданные. Количество загруженных сущностей: 500/500. |
| 5  | Августовский                | посёлок    | Получено слишком много сущностей из Викиданные. Количество загруженных сущностей: 500/500. |
| 6  | Акуличи                     | село       | Получено слишком много сущностей из Викиданные. Количество загруженных сущностей: 500/500. |
| 7  | Александровка               | деревня    | Получено слишком много сущностей из Викиданные. Количество загруженных сущностей: 500/500. |
| 8  | Алексеевка                  | деревня    | Получено слишком много сущностей из Викиданные. Количество загруженных сущностей: 500/500. |
| 9  | Алень                       | деревня    | Получено слишком много сущностей из Викиданные. Количество загруженных сущностей: 500/500. |
| 10 | Бабка                       | деревня    | Получено слишком много сущностей из Викиданные. Количество загруженных сущностей: 500/500. |
| 11 | Бобров                      | деревня    | Получено слишком много сущностей из Викиданные. Количество загруженных сущностей: 500/500. |
| 12 | Болотня                     | деревня    | Получено слишком много сущностей из Викиданные. Количество загруженных сущностей: 500/500. |
| 13 | Борятино                    | деревня    | Получено слишком много сущностей из Викиданные. Количество загруженных сущностей: 500/500. |
| 14 | Будка 26 км                 | ж.д. будка | Получено слишком много сущностей из Викиданные. Количество загруженных сущностей: 500/500. |
| 15 | Бульшево                    | деревня    | Получено слишком много сущностей из Викиданные. Количество загруженных сущностей: 500/500. |
| 16 | Быстрянка                   | посёлок    | Получено слишком много сущностей из Викиданные. Количество загруженных сущностей: 500/500. |
| 17 | Гнилица                     | деревня    | Получено слишком много сущностей из Викиданные. Количество загруженных сущностей: 500/500. |
| 18 | Горень                      | деревня    | Получено слишком много сущностей из Викиданные. Количество загруженных сущностей: 500/500. |
| 19 | Дедня                       | деревня    | Получено слишком много сущностей из Викиданные. Количество загруженных сущностей: 500/500. |
| 20 | Добрая Корна                | деревня    | Получено слишком много сущностей из Викиданные. Количество загруженных сущностей: 500/500. |
| 21 | Елисеевка                   | деревня    | Получено слишком много сущностей из Викиданные. Количество загруженных сущностей: 500/500. |
| 22 | Еловка                      | деревня    | Получено слишком много сущностей из Викиданные. Количество загруженных сущностей: 500/500. |
| 23 | Задня                       | посёлок    | Получено слишком много сущностей из Викиданные. Количество загруженных сущностей: 500/500. |
| 24 | Занадвинский                | посёлок    | Получено слишком много сущностей из Викиданные. Количество загруженных сущностей: 500/500. |
| 25 | Затестье                    | деревня    | Получено слишком много сущностей из Викиданные. Количество загруженных сущностей: 500/500. |
| 26 | Каменец                     | село       | Получено слишком много сущностей из Викиданные. Количество загруженных сущностей: 500/500. |
| 27 | Камнев                      | хутор      | Получено слишком много сущностей из Викиданные. Количество загруженных сущностей: 500/500. |
| 28 | Клетня                      | пгт        | Получено слишком много сущностей из Викиданные. Количество загруженных сущностей: 500/500. |
| 29 | Клин                        | деревня    | Получено слишком много сущностей из Викиданные. Количество загруженных сущностей: 500/500. |
| 30 | Козенковка                  | деревня    | Получено слишком много сущностей из Викиданные. Количество загруженных сущностей: 500/500. |
| 31 | Козловчик                   | деревня    | Получено слишком много сущностей из Викиданные. Количество загруженных сущностей: 500/500. |
| 32 | Коммуна                     | деревня    | Получено слишком много сущностей из Викиданные. Количество загруженных сущностей: 500/500. |
| 33 | Коростовец                  | деревня    | Получено слишком много сущностей из Викиданные. Количество загруженных сущностей: 500/500. |
| 34 | Коршево                     | деревня    | Получено слишком много сущностей из Викиданные. Количество загруженных сущностей: 500/500. |
| 35 | Кочетов                     | деревня    | Получено слишком много сущностей из Викиданные. Количество загруженных сущностей: 500/500. |
| 36 | Красная Пристань            | деревня    | Получено слишком много сущностей из Викиданные. Количество загруженных сущностей: 500/500. |
| 37 | Краснополье                 | деревня    | Получено слишком много сущностей из Викиданные. Количество загруженных сущностей: 500/500. |
| 38 | Красный Дворец              | деревня    | Получено слишком много сущностей из Викиданные. Количество загруженных сущностей: 500/500. |
| 39 | Красный Ятвиж               | деревня    | Получено слишком много сущностей из Викиданные. Количество загруженных сущностей: 500/500. |
| 40 | Лозовка                     | деревня    | Получено слишком много сущностей из Викиданные. Количество загруженных сущностей: 500/500. |
| 41 | Лосевка                     | деревня    | Получено слишком много сущностей из Викиданные. Количество загруженных сущностей: 500/500. |
| 42 | Лутна                       | село       | Получено слишком много сущностей из Викиданные. Количество загруженных сущностей: 500/500. |
| 43 | Малаховка                   | деревня    | Получено слишком много сущностей из Викиданные. Количество загруженных сущностей: 500/500. |
| 44 | Меловое                     | деревня    | Получено слишком много сущностей из Викиданные. Количество загруженных сущностей: 500/500. |
| 45 | Миголин                     | деревня    | Получено слишком много сущностей из Викиданные. Количество загруженных сущностей: 500/500. |
| 46 | Мирный                      | посёлок    | Получено слишком много сущностей из Викиданные. Количество загруженных сущностей: 500/500. |
| 47 | Мичурино                    | деревня    | Получено слишком много сущностей из Викиданные. Количество загруженных сущностей: 500/500. |
| 48 | Мощеное                     | деревня    | Получено слишком много сущностей из Викиданные. Количество загруженных сущностей: 500/500. |
| 49 | Мужиново                    | село       | Получено слишком много сущностей из Викиданные. Количество загруженных сущностей: 500/500. |
| 50 | Набат                       | деревня    | Получено слишком много сущностей из Викиданные. Количество загруженных сущностей: 500/500. |
| 51 | Надва                       | деревня    | Получено слишком много сущностей из Викиданные. Количество загруженных сущностей: 500/500. |
| 52 | Неделька                    | деревня    | Получено слишком много сущностей из Викиданные. Количество загруженных сущностей: 500/500. |
| 53 | Николаевка                  | деревня    | Получено слишком много сущностей из Викиданные. Количество загруженных сущностей: 500/500. |
| 54 | Новая Мармазовка            | деревня    | Получено слишком много сущностей из Викиданные. Количество загруженных сущностей: 500/500. |
| 55 | Новая Надва                 | деревня    | Получено слишком много сущностей из Викиданные. Количество загруженных сущностей: 500/500. |
| 56 | Новая Осиновка              | деревня    | Получено слишком много сущностей из Викиданные. Количество загруженных сущностей: 500/500. |
| 57 | Новая Пестраковка           | деревня    | Получено слишком много сущностей из Викиданные. Количество загруженных сущностей: 500/500. |
| 58 | Новоалексеевка              | деревня    | Получено слишком много сущностей из Викиданные. Количество загруженных сущностей: 500/500. |
| 59 | Новожеевка                  | хутор      | Получено слишком много сущностей из Викиданные. Количество загруженных сущностей: 500/500. |
| 60 | Новотроицкое                | деревня    | Получено слишком много сущностей из Викиданные. Количество загруженных сущностей: 500/500. |
| 61 | Оброчное                    | деревня    | Получено слишком много сущностей из Викиданные. Количество загруженных сущностей: 500/500. |
| 62 | Озерцо                      | деревня    | Получено слишком много сущностей из Викиданные. Количество загруженных сущностей: 500/500. |
| 63 | Ольшанка                    | деревня    | Получено слишком много сущностей из Викиданные. Количество загруженных сущностей: 500/500. |
| 64 | Ольшанка                    | деревня    | Получено слишком много сущностей из Викиданные. Количество загруженных сущностей: 500/500. |
| 65 | Осиновка                    | деревня    | Получено слишком много сущностей из Викиданные. Количество загруженных сущностей: 500/500. |
| 66 | Павлинки                    | деревня    | #Н/Д                                                                                       |
| 67 | Пестраковка                 | деревня    | Получено слишком много сущностей из Викиданные. Количество загруженных сущностей: 500/500. |
| 68 | Погарь                      | деревня    | Получено слишком много сущностей из Викиданные. Количество загруженных сущностей: 500/500. |
| 69 | Полипоновка                 | деревня    | Получено слишком много сущностей из Викиданные. Количество загруженных сущностей: 500/500. |
| 70 | Прыща                       | деревня    | Получено слишком много сущностей из Викиданные. Количество загруженных сущностей: 500/500. |
| 71 | Пушкино                     | деревня    | Получено слишком много сущностей из Викиданные. Количество загруженных сущностей: 500/500. |
| 72 | Рабочая Кадра               | посёлок    | Получено слишком много сущностей из Викиданные. Количество загруженных сущностей: 500/500. |
| 73 | Романовка                   | деревня    | Получено слишком много сущностей из Викиданные. Количество загруженных сущностей: 500/500. |
| 74 | Роща                        | деревня    | Получено слишком много сущностей из Викиданные. Количество загруженных сущностей: 500/500. |
| 75 | Сальниково                  | деревня    | Получено слишком много сущностей из Викиданные. Количество загруженных сущностей: 500/500. |
| 76 | Свара                       | деревня    | Получено слишком много сущностей из Викиданные. Количество загруженных сущностей: 500/500. |
| 77 | Северец                     | деревня    | Получено слишком много сущностей из Викиданные. Количество загруженных сущностей: 500/500. |
| 78 | Сельцо                      | деревня    | Получено слишком много сущностей из Викиданные. Количество загруженных сущностей: 500/500. |
| 79 | Семиричи                    | деревня    | Получено слишком много сущностей из Викиданные. Количество загруженных сущностей: 500/500. |
| 80 | Серебрякова                 | деревня    | Получено слишком много сущностей из Викиданные. Количество загруженных сущностей: 500/500. |
| 81 | Синицкое                    | деревня    | Получено слишком много сущностей из Викиданные. Количество загруженных сущностей: 500/500. |
| 82 | Сметковщина                 | деревня    | Получено слишком много сущностей из Викиданные. Количество загруженных сущностей: 500/500. |
| 83 | Смородинец                  | деревня    | Получено слишком много сущностей из Викиданные. Количество загруженных сущностей: 500/500. |
| 84 | Соловьяновка                | деревня    | Получено слишком много сущностей из Викиданные. Количество загруженных сущностей: 500/500. |
| 85 | Старая Мармазовка           | деревня    | Получено слишком много сущностей из Викиданные. Количество загруженных сущностей: 500/500. |
| 86 | Строительная Слобода        | деревня    | Получено слишком много сущностей из Викиданные. Количество загруженных сущностей: 500/500. |
| 87 | Струек                      | деревня    | Получено слишком много сущностей из Викиданные. Количество загруженных сущностей: 500/500. |
| 88 | Тельча                      | деревня    | Получено слишком много сущностей из Викиданные. Количество загруженных сущностей: 500/500. |
| 89 | Титовка                     | деревня    | Получено слишком много сущностей из Викиданные. Количество загруженных сущностей: 500/500. |
| 90 | Узровье                     | посёлок    | Получено слишком много сущностей из Викиданные. Количество загруженных сущностей: 500/500. |
| 91 | Харитоновка                 | деревня    | Получено слишком много сущностей из Викиданные. Количество загруженных сущностей: 500/500. |
| 92 | Черемуха                    | деревня    | Получено слишком много сущностей из Викиданные. Количество загруженных сущностей: 500/500. |
| 93 | Ширковка                    | деревня    | Получено слишком много сущностей из Викиданные. Количество загруженных сущностей: 500/500. |

### Климовский
| №   | Населённый пункт    | Тип     | Население                                                                                  |
| --- | ------------------- | ------- | ------------------------------------------------------------------------------------------ |
| 1   | Аринины Ляды        | посёлок | Получено слишком много сущностей из Викиданные. Количество загруженных сущностей: 500/500. |
| 2   | Берёзовка           | посёлок | Получено слишком много сущностей из Викиданные. Количество загруженных сущностей: 500/500. |
| 3   | Боровка             | посёлок | Получено слишком много сущностей из Викиданные. Количество загруженных сущностей: 500/500. |
| 4   | Брахлов             | село    | Получено слишком много сущностей из Викиданные. Количество загруженных сущностей: 500/500. |
| 5   | Бровничи            | село    | Получено слишком много сущностей из Викиданные. Количество загруженных сущностей: 500/500. |
| 6   | Бугровка            | посёлок | Получено слишком много сущностей из Викиданные. Количество загруженных сущностей: 500/500. |
| 7   | Бурный              | посёлок | Получено слишком много сущностей из Викиданные. Количество загруженных сущностей: 500/500. |
| 8   | Быстра              | деревня | Получено слишком много сущностей из Викиданные. Количество загруженных сущностей: 500/500. |
| 9   | Вага                | посёлок | Получено слишком много сущностей из Викиданные. Количество загруженных сущностей: 500/500. |
| 10  | Важица              | посёлок | Получено слишком много сущностей из Викиданные. Количество загруженных сущностей: 500/500. |
| 11  | Великие Пожни       | посёлок | Получено слишком много сущностей из Викиданные. Количество загруженных сущностей: 500/500. |
| 12  | Великогайский       | посёлок | Получено слишком много сущностей из Викиданные. Количество загруженных сущностей: 500/500. |
| 13  | Вербовый Выгор      | посёлок | Получено слишком много сущностей из Викиданные. Количество загруженных сущностей: 500/500. |
| 14  | Вишнёвый            | посёлок | Получено слишком много сущностей из Викиданные. Количество загруженных сущностей: 500/500. |
| 15  | Вознесенск          | посёлок | Получено слишком много сущностей из Викиданные. Количество загруженных сущностей: 500/500. |
| 16  | Воробьёвка          | посёлок | Получено слишком много сущностей из Викиданные. Количество загруженных сущностей: 500/500. |
| 17  | Гетманская Буда     | село    | Получено слишком много сущностей из Викиданные. Количество загруженных сущностей: 500/500. |
| 18  | Гладкий             | посёлок | Получено слишком много сущностей из Викиданные. Количество загруженных сущностей: 500/500. |
| 19  | Грецковка           | посёлок | Получено слишком много сущностей из Викиданные. Количество загруженных сущностей: 500/500. |
| 20  | Гуков               | посёлок | Получено слишком много сущностей из Викиданные. Количество загруженных сущностей: 500/500. |
| 21  | Добрынь             | деревня | Получено слишком много сущностей из Викиданные. Количество загруженных сущностей: 500/500. |
| 22  | Дохновы             | посёлок | Получено слишком много сущностей из Викиданные. Количество загруженных сущностей: 500/500. |
| 23  | Забрама             | посёлок | Получено слишком много сущностей из Викиданные. Количество загруженных сущностей: 500/500. |
| 24  | Засновье            | посёлок | Получено слишком много сущностей из Викиданные. Количество загруженных сущностей: 500/500. |
| 25  | Зелёный Кут         | посёлок | Получено слишком много сущностей из Викиданные. Количество загруженных сущностей: 500/500. |
| 26  | Ивановка            | деревня | Получено слишком много сущностей из Викиданные. Количество загруженных сущностей: 500/500. |
| 27  | Ильич               | посёлок | Получено слишком много сущностей из Викиданные. Количество загруженных сущностей: 500/500. |
| 28  | Ирпа                | посёлок | Получено слишком много сущностей из Викиданные. Количество загруженных сущностей: 500/500. |
| 29  | Истопки             | село    | Получено слишком много сущностей из Викиданные. Количество загруженных сущностей: 500/500. |
| 30  | Каменка             | село    | Получено слишком много сущностей из Викиданные. Количество загруженных сущностей: 500/500. |
| 31  | Каменский Хутор     | село    | Получено слишком много сущностей из Викиданные. Количество загруженных сущностей: 500/500. |
| 32  | Карнатное           | посёлок | Получено слишком много сущностей из Викиданные. Количество загруженных сущностей: 500/500. |
| 33  | Кирилловка          | село    | Получено слишком много сущностей из Викиданные. Количество загруженных сущностей: 500/500. |
| 34  | Климово             | пгт     | Получено слишком много сущностей из Викиданные. Количество загруженных сущностей: 500/500. |
| 35  | Колечье             | посёлок | Получено слишком много сущностей из Викиданные. Количество загруженных сущностей: 500/500. |
| 36  | Корытенка           | посёлок | Получено слишком много сущностей из Викиданные. Количество загруженных сущностей: 500/500. |
| 37  | Крапивна            | село    | Получено слишком много сущностей из Викиданные. Количество загруженных сущностей: 500/500. |
| 38  | Красное             | посёлок | Получено слишком много сущностей из Викиданные. Количество загруженных сущностей: 500/500. |
| 39  | Красные Ляды        | посёлок | Получено слишком много сущностей из Викиданные. Количество загруженных сущностей: 500/500. |
| 40  | Красный Бор         | посёлок | Получено слишком много сущностей из Викиданные. Количество загруженных сущностей: 500/500. |
| 41  | Красный Став        | посёлок | Получено слишком много сущностей из Викиданные. Количество загруженных сущностей: 500/500. |
| 42  | Крушинник           | посёлок | Получено слишком много сущностей из Викиданные. Количество загруженных сущностей: 500/500. |
| 43  | Курозново           | село    | Получено слишком много сущностей из Викиданные. Количество загруженных сущностей: 500/500. |
| 44  | Куршановичи         | село    | Получено слишком много сущностей из Викиданные. Количество загруженных сущностей: 500/500. |
| 45  | Лакомая Буда        | село    | Получено слишком много сущностей из Викиданные. Количество загруженных сущностей: 500/500. |
| 46  | Лобановка           | село    | Получено слишком много сущностей из Викиданные. Количество загруженных сущностей: 500/500. |
| 47  | Луговой             | посёлок | Получено слишком много сущностей из Викиданные. Количество загруженных сущностей: 500/500. |
| 48  | Лужи                | посёлок | Получено слишком много сущностей из Викиданные. Количество загруженных сущностей: 500/500. |
| 49  | Лужки               | посёлок | Получено слишком много сущностей из Викиданные. Количество загруженных сущностей: 500/500. |
| 50  | Любечане            | село    | Получено слишком много сущностей из Викиданные. Количество загруженных сущностей: 500/500. |
| 51  | Май                 | посёлок | Получено слишком много сущностей из Викиданные. Количество загруженных сущностей: 500/500. |
| 52  | Малинник            | посёлок | Получено слишком много сущностей из Викиданные. Количество загруженных сущностей: 500/500. |
| 53  | Манев               | посёлок | Получено слишком много сущностей из Викиданные. Количество загруженных сущностей: 500/500. |
| 54  | Марковщина          | посёлок | Получено слишком много сущностей из Викиданные. Количество загруженных сущностей: 500/500. |
| 55  | Митьковка           | село    | Получено слишком много сущностей из Викиданные. Количество загруженных сущностей: 500/500. |
| 56  | Михайловка          | посёлок | Получено слишком много сущностей из Викиданные. Количество загруженных сущностей: 500/500. |
| 57  | Могилевцы           | село    | Получено слишком много сущностей из Викиданные. Количество загруженных сущностей: 500/500. |
| 58  | Моховые Липки       | посёлок | Получено слишком много сущностей из Викиданные. Количество загруженных сущностей: 500/500. |
| 59  | Новокирилловка      | посёлок | Получено слишком много сущностей из Викиданные. Количество загруженных сущностей: 500/500. |
| 60  | Новосергеевка       | посёлок | Получено слишком много сущностей из Викиданные. Количество загруженных сущностей: 500/500. |
| 61  | Новые Юрковичи      | село    | Получено слишком много сущностей из Викиданные. Количество загруженных сущностей: 500/500. |
| 62  | Новый Варин         | посёлок | Получено слишком много сущностей из Викиданные. Количество загруженных сущностей: 500/500. |
| 63  | Новый Ропск         | село    | Получено слишком много сущностей из Викиданные. Количество загруженных сущностей: 500/500. |
| 64  | Новый Свет          | посёлок | Получено слишком много сущностей из Викиданные. Количество загруженных сущностей: 500/500. |
| 65  | Октябрь             | посёлок | Получено слишком много сущностей из Викиданные. Количество загруженных сущностей: 500/500. |
| 66  | Ольховики           | посёлок | Получено слишком много сущностей из Викиданные. Количество загруженных сущностей: 500/500. |
| 67  | Ольховка            | посёлок | Получено слишком много сущностей из Викиданные. Количество загруженных сущностей: 500/500. |
| 68  | Ольховка            | деревня | Получено слишком много сущностей из Викиданные. Количество загруженных сущностей: 500/500. |
| 69  | Оптени              | деревня | Получено слишком много сущностей из Викиданные. Количество загруженных сущностей: 500/500. |
| 70  | Первомайский        | посёлок | Получено слишком много сущностей из Викиданные. Количество загруженных сущностей: 500/500. |
| 71  | Первомайский        | посёлок | Получено слишком много сущностей из Викиданные. Количество загруженных сущностей: 500/500. |
| 72  | Передовик           | посёлок | Получено слишком много сущностей из Викиданные. Количество загруженных сущностей: 500/500. |
| 73  | Перекоп             | посёлок | Получено слишком много сущностей из Викиданные. Количество загруженных сущностей: 500/500. |
| 74  | Петрова Гута        | деревня | Получено слишком много сущностей из Викиданные. Количество загруженных сущностей: 500/500. |
| 75  | Петровский          | посёлок | Получено слишком много сущностей из Викиданные. Количество загруженных сущностей: 500/500. |
| 76  | Плавна              | деревня | Получено слишком много сущностей из Викиданные. Количество загруженных сущностей: 500/500. |
| 77  | Плужин              | посёлок | Получено слишком много сущностей из Викиданные. Количество загруженных сущностей: 500/500. |
| 78  | Побожеевка          | деревня | Получено слишком много сущностей из Викиданные. Количество загруженных сущностей: 500/500. |
| 79  | Погары              | посёлок | Получено слишком много сущностей из Викиданные. Количество загруженных сущностей: 500/500. |
| 80  | Прогресс            | посёлок | Получено слишком много сущностей из Викиданные. Количество загруженных сущностей: 500/500. |
| 81  | Пруска              | деревня | Получено слишком много сущностей из Викиданные. Количество загруженных сущностей: 500/500. |
| 82  | Раковка             | деревня | Получено слишком много сущностей из Викиданные. Количество загруженных сущностей: 500/500. |
| 83  | Рубежное            | село    | Получено слишком много сущностей из Викиданные. Количество загруженных сущностей: 500/500. |
| 84  | Рудня               | деревня | Получено слишком много сущностей из Викиданные. Количество загруженных сущностей: 500/500. |
| 85  | Рудня-Цата          | деревня | Получено слишком много сущностей из Викиданные. Количество загруженных сущностей: 500/500. |
| 86  | Рябиновка           | посёлок | Получено слишком много сущностей из Викиданные. Количество загруженных сущностей: 500/500. |
| 87  | Сачковичи           | село    | Получено слишком много сущностей из Викиданные. Количество загруженных сущностей: 500/500. |
| 88  | Светлый             | посёлок | Получено слишком много сущностей из Викиданные. Количество загруженных сущностей: 500/500. |
| 89  | Синявка             | посёлок | Получено слишком много сущностей из Викиданные. Количество загруженных сущностей: 500/500. |
| 90  | Скачок              | посёлок | Получено слишком много сущностей из Викиданные. Количество загруженных сущностей: 500/500. |
| 91  | Соловьёвка          | село    | Получено слишком много сущностей из Викиданные. Количество загруженных сущностей: 500/500. |
| 92  | Старые Юрковичи     | село    | Получено слишком много сущностей из Викиданные. Количество загруженных сущностей: 500/500. |
| 93  | Старый Ропск        | село    | Получено слишком много сущностей из Викиданные. Количество загруженных сущностей: 500/500. |
| 94  | Сушаны              | село    | Получено слишком много сущностей из Викиданные. Количество загруженных сущностей: 500/500. |
| 95  | Сытая Буда          | село    | Получено слишком много сущностей из Викиданные. Количество загруженных сущностей: 500/500. |
| 96  | Тымайловка          | посёлок | Получено слишком много сущностей из Викиданные. Количество загруженных сущностей: 500/500. |
| 97  | Уборки              | посёлок | Получено слишком много сущностей из Викиданные. Количество загруженных сущностей: 500/500. |
| 98  | Фоевичи             | село    | Получено слишком много сущностей из Викиданные. Количество загруженных сущностей: 500/500. |
| 99  | Холуповка           | посёлок | Получено слишком много сущностей из Викиданные. Количество загруженных сущностей: 500/500. |
| 100 | Хоромное            | село    | Получено слишком много сущностей из Викиданные. Количество загруженных сущностей: 500/500. |
| 101 | Хохловка            | село    | Получено слишком много сущностей из Викиданные. Количество загруженных сущностей: 500/500. |
| 102 | Чадица              | посёлок | Получено слишком много сущностей из Викиданные. Количество загруженных сущностей: 500/500. |
| 103 | Часовня             | посёлок | Получено слишком много сущностей из Викиданные. Количество загруженных сущностей: 500/500. |
| 104 | Чёрная Криница      | посёлок | Получено слишком много сущностей из Викиданные. Количество загруженных сущностей: 500/500. |
| 105 | Чернозёмный Городок | посёлок | Получено слишком много сущностей из Викиданные. Количество загруженных сущностей: 500/500. |
| 106 | Чернооково          | село    | Получено слишком много сущностей из Викиданные. Количество загруженных сущностей: 500/500. |
| 107 | Чернятин            | посёлок | Получено слишком много сущностей из Викиданные. Количество загруженных сущностей: 500/500. |
| 108 | Честный             | посёлок | Получено слишком много сущностей из Викиданные. Количество загруженных сущностей: 500/500. |
| 109 | Чолхов              | село    | Получено слишком много сущностей из Викиданные. Количество загруженных сущностей: 500/500. |
| 110 | Чуровичи            | село    | Получено слишком много сущностей из Викиданные. Количество загруженных сущностей: 500/500. |
| 111 | Шамовка             | деревня | Получено слишком много сущностей из Викиданные. Количество загруженных сущностей: 500/500. |
| 112 | Шумиловка           | село    | Получено слишком много сущностей из Викиданные. Количество загруженных сущностей: 500/500. |
| 113 | Ягодное             | деревня | Получено слишком много сущностей из Викиданные. Количество загруженных сущностей: 500/500. |
| 114 | Ясеновка            | деревня | Получено слишком много сущностей из Викиданные. Количество загруженных сущностей: 500/500. |

### Клинцовский
| №   | Населённый пункт   | Тип          | Население                                                                                  |
| --- | ------------------ | ------------ | ------------------------------------------------------------------------------------------ |
| 1   | Андреевка-Печевая  | деревня      | Получено слишком много сущностей из Викиданные. Количество загруженных сущностей: 500/500. |
| 2   | Белая Криница      | посёлок      | Получено слишком много сущностей из Викиданные. Количество загруженных сущностей: 500/500. |
| 3   | Берёзовка          | деревня      | Получено слишком много сущностей из Викиданные. Количество загруженных сущностей: 500/500. |
| 4   | Близна             | деревня      | Получено слишком много сущностей из Викиданные. Количество загруженных сущностей: 500/500. |
| 5   | Борки              | посёлок      | Получено слишком много сущностей из Викиданные. Количество загруженных сущностей: 500/500. |
| 6   | Борозенщина        | посёлок      | Получено слишком много сущностей из Викиданные. Количество загруженных сущностей: 500/500. |
| 7   | Бутовск            | село         | Получено слишком много сущностей из Викиданные. Количество загруженных сущностей: 500/500. |
| 8   | Буян               | посёлок      | Получено слишком много сущностей из Викиданные. Количество загруженных сущностей: 500/500. |
| 9   | Великая Топаль     | село         | Получено слишком много сущностей из Викиданные. Количество загруженных сущностей: 500/500. |
| 10  | Веприн             | деревня      | Получено слишком много сущностей из Викиданные. Количество загруженных сущностей: 500/500. |
| 11  | Волна              | посёлок      | Получено слишком много сущностей из Викиданные. Количество загруженных сущностей: 500/500. |
| 12  | Вольница 1-я       | посёлок      | Получено слишком много сущностей из Викиданные. Количество загруженных сущностей: 500/500. |
| 13  | Вольница 2-я       | посёлок      | Получено слишком много сущностей из Викиданные. Количество загруженных сущностей: 500/500. |
| 14  | Воровского         | посёлок      | Получено слишком много сущностей из Викиданные. Количество загруженных сущностей: 500/500. |
| 15  | Вьюнка             | деревня      | Получено слишком много сущностей из Викиданные. Количество загруженных сущностей: 500/500. |
| 16  | Ганновка           | хутор        | Получено слишком много сущностей из Викиданные. Количество загруженных сущностей: 500/500. |
| 17  | Гастенка           | село         | Получено слишком много сущностей из Викиданные. Количество загруженных сущностей: 500/500. |
| 18  | Глинное            | посёлок      | Получено слишком много сущностей из Викиданные. Количество загруженных сущностей: 500/500. |
| 19  | Голота             | посёлок      | Получено слишком много сущностей из Викиданные. Количество загруженных сущностей: 500/500. |
| 20  | Гроза              | посёлок      | Получено слишком много сущностей из Викиданные. Количество загруженных сущностей: 500/500. |
| 21  | Гулёвка            | село         | Получено слишком много сущностей из Викиданные. Количество загруженных сущностей: 500/500. |
| 22  | Гута-Корецкая      | село         | Получено слишком много сущностей из Викиданные. Количество загруженных сущностей: 500/500. |
| 23  | Дровосеки          | посёлок      | Получено слишком много сущностей из Викиданные. Количество загруженных сущностей: 500/500. |
| 24  | Дубрава            | посёлок      | Получено слишком много сущностей из Викиданные. Количество загруженных сущностей: 500/500. |
| 25  | Душкино            | село         | Получено слишком много сущностей из Викиданные. Количество загруженных сущностей: 500/500. |
| 26  | Зараманье          | посёлок      | Получено слишком много сущностей из Викиданные. Количество загруженных сущностей: 500/500. |
| 27  | Заречье            | посёлок      | Получено слишком много сущностей из Викиданные. Количество загруженных сущностей: 500/500. |
| 28  | Заречье            | деревня      | Получено слишком много сущностей из Викиданные. Количество загруженных сущностей: 500/500. |
| 29  | Заря               | посёлок      | Получено слишком много сущностей из Викиданные. Количество загруженных сущностей: 500/500. |
| 30  | Заря               | посёлок      | Получено слишком много сущностей из Викиданные. Количество загруженных сущностей: 500/500. |
| 31  | Засновье           | посёлок      | Получено слишком много сущностей из Викиданные. Количество загруженных сущностей: 500/500. |
| 32  | Затишье            | посёлок      | Получено слишком много сущностей из Викиданные. Количество загруженных сущностей: 500/500. |
| 33  | Ивановщина         | посёлок      | Получено слишком много сущностей из Викиданные. Количество загруженных сущностей: 500/500. |
| 34  | Кабановка          | деревня      | Получено слишком много сущностей из Викиданные. Количество загруженных сущностей: 500/500. |
| 35  | Калинин            | посёлок      | Получено слишком много сущностей из Викиданные. Количество загруженных сущностей: 500/500. |
| 36  | Калинин            | посёлок      | Получено слишком много сущностей из Викиданные. Количество загруженных сущностей: 500/500. |
| 37  | Каменуха           | посёлок      | Получено слишком много сущностей из Викиданные. Количество загруженных сущностей: 500/500. |
| 38  | Киваи              | село         | Получено слишком много сущностей из Викиданные. Количество загруженных сущностей: 500/500. |
| 39  | Кипень-Ущерпский   | посёлок      | Получено слишком много сущностей из Викиданные. Количество загруженных сущностей: 500/500. |
| 40  | Кирковка           | деревня      | Получено слишком много сущностей из Викиданные. Количество загруженных сущностей: 500/500. |
| 41  | Киров              | посёлок      | Получено слишком много сущностей из Викиданные. Количество загруженных сущностей: 500/500. |
| 42  | Кневичи            | село         | Получено слишком много сущностей из Викиданные. Количество загруженных сущностей: 500/500. |
| 43  | Кожухово           | посёлок      | Получено слишком много сущностей из Викиданные. Количество загруженных сущностей: 500/500. |
| 44  | Кожушье            | деревня      | Получено слишком много сущностей из Викиданные. Количество загруженных сущностей: 500/500. |
| 45  | Колпины            | посёлок      | Получено слишком много сущностей из Викиданные. Количество загруженных сущностей: 500/500. |
| 46  | Коржовка-Голубовка | село         | Получено слишком много сущностей из Викиданные. Количество загруженных сущностей: 500/500. |
| 47  | Корьма             | посёлок      | Получено слишком много сущностей из Викиданные. Количество загруженных сущностей: 500/500. |
| 48  | Красная Криница    | посёлок      | Получено слишком много сущностей из Викиданные. Количество загруженных сущностей: 500/500. |
| 49  | Красная Лоза       | посёлок      | Получено слишком много сущностей из Викиданные. Количество загруженных сущностей: 500/500. |
| 50  | Красная Роща       | посёлок      | Получено слишком много сущностей из Викиданные. Количество загруженных сущностей: 500/500. |
| 51  | Красная Туросна    | посёлок      | Получено слишком много сущностей из Викиданные. Количество загруженных сущностей: 500/500. |
| 52  | Красный            | посёлок      | Получено слишком много сущностей из Викиданные. Количество загруженных сущностей: 500/500. |
| 53  | Красный Клин       | посёлок      | Получено слишком много сущностей из Викиданные. Количество загруженных сущностей: 500/500. |
| 54  | Красный Луч        | посёлок      | Получено слишком много сущностей из Викиданные. Количество загруженных сущностей: 500/500. |
| 55  | Красный Мост       | посёлок      | Получено слишком много сущностей из Викиданные. Количество загруженных сущностей: 500/500. |
| 56  | Красный Мост       | посёлок      | Получено слишком много сущностей из Викиданные. Количество загруженных сущностей: 500/500. |
| 57  | Красный Пахарь     | посёлок      | Получено слишком много сущностей из Викиданные. Количество загруженных сущностей: 500/500. |
| 58  | Круглое            | посёлок      | Получено слишком много сущностей из Викиданные. Количество загруженных сущностей: 500/500. |
| 59  | Кузнец             | деревня      | Получено слишком много сущностей из Викиданные. Количество загруженных сущностей: 500/500. |
| 60  | Лесновка           | деревня      | Получено слишком много сущностей из Викиданные. Количество загруженных сущностей: 500/500. |
| 61  | Лопатни            | село         | Получено слишком много сущностей из Викиданные. Количество загруженных сущностей: 500/500. |
| 62  | Лукьяновка         | посёлок      | Получено слишком много сущностей из Викиданные. Количество загруженных сущностей: 500/500. |
| 63  | Лядовка            | посёлок      | Получено слишком много сущностей из Викиданные. Количество загруженных сущностей: 500/500. |
| 64  | Ляды               | посёлок      | Получено слишком много сущностей из Викиданные. Количество загруженных сущностей: 500/500. |
| 65  | Маковье            | посёлок      | Получено слишком много сущностей из Викиданные. Количество загруженных сущностей: 500/500. |
| 66  | Малая Топаль       | село         | Получено слишком много сущностей из Викиданные. Количество загруженных сущностей: 500/500. |
| 67  | Мартьяновка        | село         | Получено слишком много сущностей из Викиданные. Количество загруженных сущностей: 500/500. |
| 68  | Медведово          | село         | Получено слишком много сущностей из Викиданные. Количество загруженных сущностей: 500/500. |
| 69  | Мельяковка         | посёлок      | Получено слишком много сущностей из Викиданные. Количество загруженных сущностей: 500/500. |
| 70  | Мизиричи           | посёлок      | Получено слишком много сущностей из Викиданные. Количество загруженных сущностей: 500/500. |
| 71  | Новая Алексеевка   | посёлок      | Получено слишком много сущностей из Викиданные. Количество загруженных сущностей: 500/500. |
| 72  | Новоеленский       | посёлок      | Получено слишком много сущностей из Викиданные. Количество загруженных сущностей: 500/500. |
| 73  | Новоречица         | посёлок      | Получено слишком много сущностей из Викиданные. Количество загруженных сущностей: 500/500. |
| 74  | Новый Мир          | посёлок      | Получено слишком много сущностей из Викиданные. Количество загруженных сущностей: 500/500. |
| 75  | Новый Рассвет      | посёлок      | Получено слишком много сущностей из Викиданные. Количество загруженных сущностей: 500/500. |
| 76  | Оболешево          | посёлок      | Получено слишком много сущностей из Викиданные. Количество загруженных сущностей: 500/500. |
| 77  | Овсеенков          | посёлок      | Получено слишком много сущностей из Викиданные. Количество загруженных сущностей: 500/500. |
| 78  | Окоп               | посёлок      | Получено слишком много сущностей из Викиданные. Количество загруженных сущностей: 500/500. |
| 79  | Ольховка           | село         | Получено слишком много сущностей из Викиданные. Количество загруженных сущностей: 500/500. |
| 80  | Особцы             | посёлок      | Получено слишком много сущностей из Викиданные. Количество загруженных сущностей: 500/500. |
| 81  | Павличи            | село         | Получено слишком много сущностей из Викиданные. Количество загруженных сущностей: 500/500. |
| 82  | Павловский         | посёлок      | Получено слишком много сущностей из Викиданные. Количество загруженных сущностей: 500/500. |
| 83  | Первое Мая         | посёлок      | Получено слишком много сущностей из Викиданные. Количество загруженных сущностей: 500/500. |
| 84  | Первомайский       | посёлок      | Получено слишком много сущностей из Викиданные. Количество загруженных сущностей: 500/500. |
| 85  | Песчанка           | село         | Получено слишком много сущностей из Викиданные. Количество загруженных сущностей: 500/500. |
| 86  | Писаревка          | деревня      | Получено слишком много сущностей из Викиданные. Количество загруженных сущностей: 500/500. |
| 87  | Поляна             | посёлок      | Получено слишком много сущностей из Викиданные. Количество загруженных сущностей: 500/500. |
| 88  | Пчела              | посёлок      | Получено слишком много сущностей из Викиданные. Количество загруженных сущностей: 500/500. |
| 89  | Раскосы            | посёлок      | Получено слишком много сущностей из Викиданные. Количество загруженных сущностей: 500/500. |
| 90  | Робчик             | ж.д. разъезд | Получено слишком много сущностей из Викиданные. Количество загруженных сущностей: 500/500. |
| 91  | Рожны              | село         | Получено слишком много сущностей из Викиданные. Количество загруженных сущностей: 500/500. |
| 92  | Рудня-Голубовка    | деревня      | Получено слишком много сущностей из Викиданные. Количество загруженных сущностей: 500/500. |
| 93  | Рудня-Тереховка    | деревня      | Получено слишком много сущностей из Викиданные. Количество загруженных сущностей: 500/500. |
| 94  | Свердлов           | посёлок      | Получено слишком много сущностей из Викиданные. Количество загруженных сущностей: 500/500. |
| 95  | Свисток            | посёлок      | Получено слишком много сущностей из Викиданные. Количество загруженных сущностей: 500/500. |
| 96  | Свобода            | посёлок      | Получено слишком много сущностей из Викиданные. Количество загруженных сущностей: 500/500. |
| 97  | Сергеевка          | посёлок      | Получено слишком много сущностей из Викиданные. Количество загруженных сущностей: 500/500. |
| 98  | Смолевичи          | село         | Получено слишком много сущностей из Викиданные. Количество загруженных сущностей: 500/500. |
| 99  | Смотрова Буда      | село         | Получено слишком много сущностей из Викиданные. Количество загруженных сущностей: 500/500. |
| 100 | Сосновка           | село         | Получено слишком много сущностей из Викиданные. Количество загруженных сущностей: 500/500. |
| 101 | Станилов           | посёлок      | Получено слишком много сущностей из Викиданные. Количество загруженных сущностей: 500/500. |
| 102 | Субовичи           | деревня      | Получено слишком много сущностей из Викиданные. Количество загруженных сущностей: 500/500. |
| 103 | Сурецкий Муравей   | посёлок      | Получено слишком много сущностей из Викиданные. Количество загруженных сущностей: 500/500. |
| 104 | Сухопаровка        | посёлок      | Получено слишком много сущностей из Викиданные. Количество загруженных сущностей: 500/500. |
| 105 | Теремошка          | деревня      | Получено слишком много сущностей из Викиданные. Количество загруженных сущностей: 500/500. |
| 106 | Токаревщина        | посёлок      | Получено слишком много сущностей из Викиданные. Количество загруженных сущностей: 500/500. |
| 107 | Тулуковщина        | деревня      | Получено слишком много сущностей из Викиданные. Количество загруженных сущностей: 500/500. |
| 108 | Туренев            | посёлок      | Получено слишком много сущностей из Викиданные. Количество загруженных сущностей: 500/500. |
| 109 | Туросна            | село         | Получено слишком много сущностей из Викиданные. Количество загруженных сущностей: 500/500. |
| 110 | Унеча              | деревня      | Получено слишком много сущностей из Викиданные. Количество загруженных сущностей: 500/500. |
| 111 | Ущерпье            | село         | Получено слишком много сущностей из Викиданные. Количество загруженных сущностей: 500/500. |
| 112 | Филатов Хутор      | посёлок      | Получено слишком много сущностей из Викиданные. Количество загруженных сущностей: 500/500. |
| 113 | Чемерна            | посёлок      | Получено слишком много сущностей из Викиданные. Количество загруженных сущностей: 500/500. |
| 114 | Ягодка             | посёлок      | Получено слишком много сущностей из Викиданные. Количество загруженных сущностей: 500/500. |
| 115 | Якубовка           | деревня      | Получено слишком много сущностей из Викиданные. Количество загруженных сущностей: 500/500. |

### Комаричский
| №  | Населённый пункт | Тип          | Население                                                                                  |
| -- | ---------------- | ------------ | ------------------------------------------------------------------------------------------ |
| 1  | Алешок           | деревня      | Получено слишком много сущностей из Викиданные. Количество загруженных сущностей: 500/500. |
| 2  | Апажа            | деревня      | Получено слишком много сущностей из Викиданные. Количество загруженных сущностей: 500/500. |
| 3  | Аркино           | село         | Получено слишком много сущностей из Викиданные. Количество загруженных сущностей: 500/500. |
| 4  | Аркино           | станция      | Получено слишком много сущностей из Викиданные. Количество загруженных сущностей: 500/500. |
| 5  | Асовица          | село         | Получено слишком много сущностей из Викиданные. Количество загруженных сущностей: 500/500. |
| 6  | Бабинец          | деревня      | Получено слишком много сущностей из Викиданные. Количество загруженных сущностей: 500/500. |
| 7  | Березовец        | село         | Получено слишком много сущностей из Викиданные. Количество загруженных сущностей: 500/500. |
| 8  | Благовест        | посёлок      | Получено слишком много сущностей из Викиданные. Количество загруженных сущностей: 500/500. |
| 9  | Бобрик           | село         | Получено слишком много сущностей из Викиданные. Количество загруженных сущностей: 500/500. |
| 10 | Бочарово         | село         | Получено слишком много сущностей из Викиданные. Количество загруженных сущностей: 500/500. |
| 11 | Бугры            | посёлок      | Получено слишком много сущностей из Викиданные. Количество загруженных сущностей: 500/500. |
| 12 | Быхово           | село         | Получено слишком много сущностей из Викиданные. Количество загруженных сущностей: 500/500. |
| 13 | Василёк          | посёлок      | Получено слишком много сущностей из Викиданные. Количество загруженных сущностей: 500/500. |
| 14 | Владимировка     | посёлок      | Получено слишком много сущностей из Викиданные. Количество загруженных сущностей: 500/500. |
| 15 | Война            | село         | Получено слишком много сущностей из Викиданные. Количество загруженных сущностей: 500/500. |
| 16 | Глядино          | село         | Получено слишком много сущностей из Викиданные. Количество загруженных сущностей: 500/500. |
| 17 | Горки            | деревня      | Получено слишком много сущностей из Викиданные. Количество загруженных сущностей: 500/500. |
| 18 | Громыши          | посёлок      | Получено слишком много сущностей из Викиданные. Количество загруженных сущностей: 500/500. |
| 19 | Дедоводье        | посёлок      | Получено слишком много сущностей из Викиданные. Количество загруженных сущностей: 500/500. |
| 20 | Дерюгина         | деревня      | Получено слишком много сущностей из Викиданные. Количество загруженных сущностей: 500/500. |
| 21 | Добричек         | деревня      | Получено слишком много сущностей из Викиданные. Количество загруженных сущностей: 500/500. |
| 22 | Добровольская    | деревня      | Получено слишком много сущностей из Викиданные. Количество загруженных сущностей: 500/500. |
| 23 | Дружный          | посёлок      | Получено слишком много сущностей из Викиданные. Количество загруженных сущностей: 500/500. |
| 24 | Евдокимовка      | село         | Получено слишком много сущностей из Викиданные. Количество загруженных сущностей: 500/500. |
| 25 | Живой Ключ       | посёлок      | Получено слишком много сущностей из Викиданные. Количество загруженных сущностей: 500/500. |
| 26 | Зарево           | посёлок      | Получено слишком много сущностей из Викиданные. Количество загруженных сущностей: 500/500. |
| 27 | Заречная         | деревня      | Получено слишком много сущностей из Викиданные. Количество загруженных сущностей: 500/500. |
| 28 | Заречье          | посёлок      | Получено слишком много сущностей из Викиданные. Количество загруженных сущностей: 500/500. |
| 29 | Захарово         | деревня      | Получено слишком много сущностей из Викиданные. Количество загруженных сущностей: 500/500. |
| 30 | Зиновкино        | деревня      | Получено слишком много сущностей из Викиданные. Количество загруженных сущностей: 500/500. |
| 31 | Знаменка         | посёлок      | Получено слишком много сущностей из Викиданные. Количество загруженных сущностей: 500/500. |
| 32 | Ивановский       | посёлок      | Получено слишком много сущностей из Викиданные. Количество загруженных сущностей: 500/500. |
| 33 | Игрицкое         | село         | Получено слишком много сущностей из Викиданные. Количество загруженных сущностей: 500/500. |
| 34 | Избичня          | село         | Получено слишком много сущностей из Викиданные. Количество загруженных сущностей: 500/500. |
| 35 | Казарма          | ж.д. казарма | Получено слишком много сущностей из Викиданные. Количество загруженных сущностей: 500/500. |
| 36 | Каменец          | посёлок      | Получено слишком много сущностей из Викиданные. Количество загруженных сущностей: 500/500. |
| 37 | Козинка          | село         | Получено слишком много сущностей из Викиданные. Количество загруженных сущностей: 500/500. |
| 38 | Козлово          | деревня      | Получено слишком много сущностей из Викиданные. Количество загруженных сущностей: 500/500. |
| 39 | Кокино           | деревня      | Получено слишком много сущностей из Викиданные. Количество загруженных сущностей: 500/500. |
| 40 | Комаричи         | пгт          | Получено слишком много сущностей из Викиданные. Количество загруженных сущностей: 500/500. |
| 41 | Красный Путь     | посёлок      | Получено слишком много сущностей из Викиданные. Количество загруженных сущностей: 500/500. |
| 42 | Кубань           | деревня      | Получено слишком много сущностей из Викиданные. Количество загруженных сущностей: 500/500. |
| 43 | Кузнецовка       | посёлок      | Получено слишком много сущностей из Викиданные. Количество загруженных сущностей: 500/500. |
| 44 | Лагеревка        | деревня      | Получено слишком много сущностей из Викиданные. Количество загруженных сущностей: 500/500. |
| 45 | Лесничество      | посёлок      | Получено слишком много сущностей из Викиданные. Количество загруженных сущностей: 500/500. |
| 46 | Липовец          | посёлок      | Получено слишком много сущностей из Викиданные. Количество загруженных сущностей: 500/500. |
| 47 | Литиж            | село         | Получено слишком много сущностей из Викиданные. Количество загруженных сущностей: 500/500. |
| 48 | Лопандино        | посёлок      | Получено слишком много сущностей из Викиданные. Количество загруженных сущностей: 500/500. |
| 49 | Лубошево         | село         | Получено слишком много сущностей из Викиданные. Количество загруженных сущностей: 500/500. |
| 50 | Лугань           | посёлок      | Получено слишком много сущностей из Викиданные. Количество загруженных сущностей: 500/500. |
| 51 | Лукинка          | село         | Получено слишком много сущностей из Викиданные. Количество загруженных сущностей: 500/500. |
| 52 | Ляхова Поляна    | посёлок      | Получено слишком много сущностей из Викиданные. Количество загруженных сущностей: 500/500. |
| 53 | Майский          | посёлок      | Получено слишком много сущностей из Викиданные. Количество загруженных сущностей: 500/500. |
| 54 | Малые Прудки     | деревня      | Получено слишком много сущностей из Викиданные. Количество загруженных сущностей: 500/500. |
| 55 | Мальцевский      | посёлок      | Получено слишком много сущностей из Викиданные. Количество загруженных сущностей: 500/500. |
| 56 | Марьинка         | посёлок      | Получено слишком много сущностей из Викиданные. Количество загруженных сущностей: 500/500. |
| 57 | Мостечня         | деревня      | Получено слишком много сущностей из Викиданные. Количество загруженных сущностей: 500/500. |
| 58 | Надельный        | посёлок      | Получено слишком много сущностей из Викиданные. Количество загруженных сущностей: 500/500. |
| 59 | Новолозовой      | посёлок      | Получено слишком много сущностей из Викиданные. Количество загруженных сущностей: 500/500. |
| 60 | Новолубошево     | посёлок      | Получено слишком много сущностей из Викиданные. Количество загруженных сущностей: 500/500. |
| 61 | Новомихайловский | посёлок      | Получено слишком много сущностей из Викиданные. Количество загруженных сущностей: 500/500. |
| 62 | Ольгино          | деревня      | Получено слишком много сущностей из Викиданные. Количество загруженных сущностей: 500/500. |
| 63 | Пальцо           | посёлок      | Получено слишком много сущностей из Викиданные. Количество загруженных сущностей: 500/500. |
| 64 | Пигарево         | деревня      | Получено слишком много сущностей из Викиданные. Количество загруженных сущностей: 500/500. |
| 65 | Подывановский    | посёлок      | Получено слишком много сущностей из Викиданные. Количество загруженных сущностей: 500/500. |
| 66 | Починок-Алешок   | деревня      | Получено слишком много сущностей из Викиданные. Количество загруженных сущностей: 500/500. |
| 67 | Причиж           | деревня      | Получено слишком много сущностей из Викиданные. Количество загруженных сущностей: 500/500. |
| 68 | Прогресс         | посёлок      | Получено слишком много сущностей из Викиданные. Количество загруженных сущностей: 500/500. |
| 69 | Прудище          | посёлок      | Получено слишком много сущностей из Викиданные. Количество загруженных сущностей: 500/500. |
| 70 | Прудки           | село         | Получено слишком много сущностей из Викиданные. Количество загруженных сущностей: 500/500. |
| 71 | Радогощь         | село         | Получено слишком много сущностей из Викиданные. Количество загруженных сущностей: 500/500. |
| 72 | Рекорд           | посёлок      | Получено слишком много сущностей из Викиданные. Количество загруженных сущностей: 500/500. |
| 73 | Робское          | деревня      | Получено слишком много сущностей из Викиданные. Количество загруженных сущностей: 500/500. |
| 74 | Северная Поляна  | посёлок      | Получено слишком много сущностей из Викиданные. Количество загруженных сущностей: 500/500. |
| 75 | Семич            | посёлок      | Получено слишком много сущностей из Викиданные. Количество загруженных сущностей: 500/500. |
| 76 | Слободка         | деревня      | Получено слишком много сущностей из Викиданные. Количество загруженных сущностей: 500/500. |
| 77 | Соколовский      | посёлок      | Получено слишком много сущностей из Викиданные. Количество загруженных сущностей: 500/500. |
| 78 | Солнце           | посёлок      | Получено слишком много сущностей из Викиданные. Количество загруженных сущностей: 500/500. |
| 79 | Соловьевский     | посёлок      | Получено слишком много сущностей из Викиданные. Количество загруженных сущностей: 500/500. |
| 80 | Троицкий         | посёлок      | Получено слишком много сущностей из Викиданные. Количество загруженных сущностей: 500/500. |
| 81 | Тростенчик       | посёлок      | Получено слишком много сущностей из Викиданные. Количество загруженных сущностей: 500/500. |
| 82 | Тростная         | деревня      | Получено слишком много сущностей из Викиданные. Количество загруженных сущностей: 500/500. |
| 83 | Туличево         | деревня      | Получено слишком много сущностей из Викиданные. Количество загруженных сущностей: 500/500. |
| 84 | Угревище         | село         | Получено слишком много сущностей из Викиданные. Количество загруженных сущностей: 500/500. |
| 85 | Усожа            | ж.д. разъезд | Получено слишком много сущностей из Викиданные. Количество загруженных сущностей: 500/500. |
| 86 | Усожа            | село         | Получено слишком много сущностей из Викиданные. Количество загруженных сущностей: 500/500. |
| 87 | Фроловский       | посёлок      | Получено слишком много сущностей из Викиданные. Количество загруженных сущностей: 500/500. |
| 88 | Хлебтово         | село         | Получено слишком много сущностей из Викиданные. Количество загруженных сущностей: 500/500. |
| 89 | Чернево          | деревня      | Получено слишком много сущностей из Викиданные. Количество загруженных сущностей: 500/500. |
| 90 | Шагаровский      | посёлок      | Получено слишком много сущностей из Викиданные. Количество загруженных сущностей: 500/500. |
| 91 | Шарово           | село         | Получено слишком много сущностей из Викиданные. Количество загруженных сущностей: 500/500. |
| 92 | Широкая Лужа     | посёлок      | Получено слишком много сущностей из Викиданные. Количество загруженных сущностей: 500/500. |
| 93 | Юпитер           | посёлок      | Получено слишком много сущностей из Викиданные. Количество загруженных сущностей: 500/500. |

### Красногорский
| №  | Населённый пункт  | Тип     | Население                                                                                  |
| -- | ----------------- | ------- | ------------------------------------------------------------------------------------------ |
| 1  | Батуровка         | деревня | Получено слишком много сущностей из Викиданные. Количество загруженных сущностей: 500/500. |
| 2  | Буда              | посёлок | Получено слишком много сущностей из Викиданные. Количество загруженных сущностей: 500/500. |
| 3  | Великоудебное     | село    | Получено слишком много сущностей из Викиданные. Количество загруженных сущностей: 500/500. |
| 4  | Верхличи          | село    | Получено слишком много сущностей из Викиданные. Количество загруженных сущностей: 500/500. |
| 5  | Вяжновка          | деревня | Получено слишком много сущностей из Викиданные. Количество загруженных сущностей: 500/500. |
| 6  | Городечня         | село    | Получено слишком много сущностей из Викиданные. Количество загруженных сущностей: 500/500. |
| 7  | Даниловка         | посёлок | Получено слишком много сущностей из Викиданные. Количество загруженных сущностей: 500/500. |
| 8  | Даниловка         | посёлок | Получено слишком много сущностей из Викиданные. Количество загруженных сущностей: 500/500. |
| 9  | Деньгубовка       | посёлок | Получено слишком много сущностей из Викиданные. Количество загруженных сущностей: 500/500. |
| 10 | Дубенец           | деревня | Получено слишком много сущностей из Викиданные. Количество загруженных сущностей: 500/500. |
| 11 | Дубовец           | посёлок | Получено слишком много сущностей из Викиданные. Количество загруженных сущностей: 500/500. |
| 12 | Дубрёжка          | посёлок | Получено слишком много сущностей из Викиданные. Количество загруженных сущностей: 500/500. |
| 13 | Ермоленка         | деревня | Получено слишком много сущностей из Викиданные. Количество загруженных сущностей: 500/500. |
| 14 | Заборье           | село    | Получено слишком много сущностей из Викиданные. Количество загруженных сущностей: 500/500. |
| 15 | Заглодье          | посёлок | Получено слишком много сущностей из Викиданные. Количество загруженных сущностей: 500/500. |
| 16 | Заречье           | посёлок | Получено слишком много сущностей из Викиданные. Количество загруженных сущностей: 500/500. |
| 17 | Зелёная Дубровка  | посёлок | Получено слишком много сущностей из Викиданные. Количество загруженных сущностей: 500/500. |
| 18 | Ивановка          | деревня | Получено слишком много сущностей из Викиданные. Количество загруженных сущностей: 500/500. |
| 19 | Калинин           | посёлок | Получено слишком много сущностей из Викиданные. Количество загруженных сущностей: 500/500. |
| 20 | Каменка           | посёлок | Получено слишком много сущностей из Викиданные. Количество загруженных сущностей: 500/500. |
| 21 | Кашковка          | деревня | Получено слишком много сущностей из Викиданные. Количество загруженных сущностей: 500/500. |
| 22 | Кибирщина         | деревня | Получено слишком много сущностей из Викиданные. Количество загруженных сущностей: 500/500. |
| 23 | Колюды            | село    | Получено слишком много сущностей из Викиданные. Количество загруженных сущностей: 500/500. |
| 24 | Комары            | посёлок | Получено слишком много сущностей из Викиданные. Количество загруженных сущностей: 500/500. |
| 25 | Красная Гора      | пгт     | Получено слишком много сущностей из Викиданные. Количество загруженных сущностей: 500/500. |
| 26 | Красная Пересвица | посёлок | Получено слишком много сущностей из Викиданные. Количество загруженных сущностей: 500/500. |
| 27 | Красное           | посёлок | Получено слишком много сущностей из Викиданные. Количество загруженных сущностей: 500/500. |
| 28 | Краснопавловка    | посёлок | Получено слишком много сущностей из Викиданные. Количество загруженных сущностей: 500/500. |
| 29 | Красный Городок   | посёлок | Получено слишком много сущностей из Викиданные. Количество загруженных сущностей: 500/500. |
| 30 | Криничное         | посёлок | Получено слишком много сущностей из Викиданные. Количество загруженных сущностей: 500/500. |
| 31 | Кургановка        | деревня | Получено слишком много сущностей из Викиданные. Количество загруженных сущностей: 500/500. |
| 32 | Кустовка          | деревня | Получено слишком много сущностей из Викиданные. Количество загруженных сущностей: 500/500. |
| 33 | Ларневск          | деревня | Получено слишком много сущностей из Викиданные. Количество загруженных сущностей: 500/500. |
| 34 | Летяхи            | село    | Получено слишком много сущностей из Викиданные. Количество загруженных сущностей: 500/500. |
| 35 | Лотаки            | село    | Получено слишком много сущностей из Викиданные. Количество загруженных сущностей: 500/500. |
| 36 | Любовшо           | деревня | Получено слишком много сущностей из Викиданные. Количество загруженных сущностей: 500/500. |
| 37 | Макаричи          | деревня | Получено слишком много сущностей из Викиданные. Количество загруженных сущностей: 500/500. |
| 38 | Медведи           | село    | Получено слишком много сущностей из Викиданные. Количество загруженных сущностей: 500/500. |
| 39 | Морозовка         | деревня | Получено слишком много сущностей из Викиданные. Количество загруженных сущностей: 500/500. |
| 40 | Непобедимый       | посёлок | Получено слишком много сущностей из Викиданные. Количество загруженных сущностей: 500/500. |
| 41 | Николаевка        | село    | Получено слишком много сущностей из Викиданные. Количество загруженных сущностей: 500/500. |
| 42 | Никольск          | посёлок | Получено слишком много сущностей из Викиданные. Количество загруженных сущностей: 500/500. |
| 43 | Новая Дубровка    | посёлок | Получено слишком много сущностей из Викиданные. Количество загруженных сущностей: 500/500. |
| 44 | Новая Москва      | посёлок | Получено слишком много сущностей из Викиданные. Количество загруженных сущностей: 500/500. |
| 45 | Новоковалёвка     | посёлок | Получено слишком много сущностей из Викиданные. Количество загруженных сущностей: 500/500. |
| 46 | Обруб             | посёлок | Получено слишком много сущностей из Викиданные. Количество загруженных сущностей: 500/500. |
| 47 | Палужская Рудня   | деревня | Получено слишком много сущностей из Викиданные. Количество загруженных сущностей: 500/500. |
| 48 | Перелазы          | село    | Получено слишком много сущностей из Викиданные. Количество загруженных сущностей: 500/500. |
| 49 | Прудки            | посёлок | Получено слишком много сущностей из Викиданные. Количество загруженных сущностей: 500/500. |
| 50 | Рубаны            | посёлок | Получено слишком много сущностей из Викиданные. Количество загруженных сущностей: 500/500. |
| 51 | Селец             | деревня | Получено слишком много сущностей из Викиданные. Количество загруженных сущностей: 500/500. |
| 52 | Сеятель           | посёлок | Получено слишком много сущностей из Викиданные. Количество загруженных сущностей: 500/500. |
| 53 | Тисленки          | посёлок | Получено слишком много сущностей из Викиданные. Количество загруженных сущностей: 500/500. |
| 54 | Труд              | посёлок | Получено слишком много сущностей из Викиданные. Количество загруженных сущностей: 500/500. |
| 55 | Увелье            | село    | Получено слишком много сущностей из Викиданные. Количество загруженных сущностей: 500/500. |
| 56 | Фошное            | деревня | Получено слишком много сущностей из Викиданные. Количество загруженных сущностей: 500/500. |
| 57 | Чиграй            | деревня | Получено слишком много сущностей из Викиданные. Количество загруженных сущностей: 500/500. |
| 58 | Щедрин            | посёлок | Получено слишком много сущностей из Викиданные. Количество загруженных сущностей: 500/500. |
| 59 | Яловка            | село    | Получено слишком много сущностей из Викиданные. Количество загруженных сущностей: 500/500. |
| 60 | Яменец            | посёлок | Получено слишком много сущностей из Викиданные. Количество загруженных сущностей: 500/500. |

### Мглинский
| №   | Населённый пункт | Тип     | Население                                                                                  |
| --- | ---------------- | ------- | ------------------------------------------------------------------------------------------ |
| 1   | Авраменков       | хутор   | Получено слишком много сущностей из Викиданные. Количество загруженных сущностей: 500/500. |
| 2   | Алексеевский     | хутор   | Получено слишком много сущностей из Викиданные. Количество загруженных сущностей: 500/500. |
| 3   | Антоненков       | хутор   | Получено слишком много сущностей из Викиданные. Количество загруженных сущностей: 500/500. |
| 4   | Архиповка        | деревня | Получено слишком много сущностей из Викиданные. Количество загруженных сущностей: 500/500. |
| 5   | Беловодка        | посёлок | Получено слишком много сущностей из Викиданные. Количество загруженных сущностей: 500/500. |
| 6   | Борец            | посёлок | Получено слишком много сущностей из Викиданные. Количество загруженных сущностей: 500/500. |
| 7   | Борщов           | посёлок | Получено слишком много сущностей из Викиданные. Количество загруженных сущностей: 500/500. |
| 8   | Бурчак           | деревня | Получено слишком много сущностей из Викиданные. Количество загруженных сущностей: 500/500. |
| 9   | Бушевщина        | посёлок | Получено слишком много сущностей из Викиданные. Количество загруженных сущностей: 500/500. |
| 10  | Быковка          | деревня | Получено слишком много сущностей из Викиданные. Количество загруженных сущностей: 500/500. |
| 11  | Васильевка       | деревня | Получено слишком много сущностей из Викиданные. Количество загруженных сущностей: 500/500. |
| 12  | Великая Дуброва  | село    | Получено слишком много сущностей из Викиданные. Количество загруженных сущностей: 500/500. |
| 13  | Великий Бор      | посёлок | Получено слишком много сущностей из Викиданные. Количество загруженных сущностей: 500/500. |
| 14  | Вельжичи         | село    | Получено слишком много сущностей из Викиданные. Количество загруженных сущностей: 500/500. |
| 15  | Велюханы         | деревня | Получено слишком много сущностей из Викиданные. Количество загруженных сущностей: 500/500. |
| 16  | Ветлевка         | деревня | Получено слишком много сущностей из Викиданные. Количество загруженных сущностей: 500/500. |
| 17  | Владимировка     | посёлок | Получено слишком много сущностей из Викиданные. Количество загруженных сущностей: 500/500. |
| 18  | Водославка       | посёлок | Получено слишком много сущностей из Викиданные. Количество загруженных сущностей: 500/500. |
| 19  | Войтовка         | деревня | Получено слишком много сущностей из Викиданные. Количество загруженных сущностей: 500/500. |
| 20  | Вормино          | село    | Получено слишком много сущностей из Викиданные. Количество загруженных сущностей: 500/500. |
| 21  | Воробьёвка       | деревня | Получено слишком много сущностей из Викиданные. Количество загруженных сущностей: 500/500. |
| 22  | Высокое          | село    | Получено слишком много сущностей из Викиданные. Количество загруженных сущностей: 500/500. |
| 23  | Гапоновка        | деревня | Получено слишком много сущностей из Викиданные. Количество загруженных сущностей: 500/500. |
| 24  | Голяковка        | деревня | Получено слишком много сущностей из Викиданные. Количество загруженных сущностей: 500/500. |
| 25  | Гриневка         | посёлок | Получено слишком много сущностей из Викиданные. Количество загруженных сущностей: 500/500. |
| 26  | Деремна          | село    | Получено слишком много сущностей из Викиданные. Количество загруженных сущностей: 500/500. |
| 27  | Дивовка          | село    | Получено слишком много сущностей из Викиданные. Количество загруженных сущностей: 500/500. |
| 28  | Дуброва          | посёлок | Получено слишком много сущностей из Викиданные. Количество загруженных сущностей: 500/500. |
| 29  | Дунаевщина       | посёлок | Получено слишком много сущностей из Викиданные. Количество загруженных сущностей: 500/500. |
| 30  | Еловец           | посёлок | Получено слишком много сущностей из Викиданные. Количество загруженных сущностей: 500/500. |
| 31  | Ельники          | посёлок | Получено слишком много сущностей из Викиданные. Количество загруженных сущностей: 500/500. |
| 32  | Зайцовка         | посёлок | Получено слишком много сущностей из Викиданные. Количество загруженных сущностей: 500/500. |
| 33  | Заречье          | посёлок | Получено слишком много сущностей из Викиданные. Количество загруженных сущностей: 500/500. |
| 34  | Заречье          | посёлок | Получено слишком много сущностей из Викиданные. Количество загруженных сущностей: 500/500. |
| 35  | Заречье          | посёлок | Получено слишком много сущностей из Викиданные. Количество загруженных сущностей: 500/500. |
| 36  | Зелёная Роща     | посёлок | Получено слишком много сущностей из Викиданные. Количество загруженных сущностей: 500/500. |
| 37  | Зелёный Гай      | посёлок | Получено слишком много сущностей из Викиданные. Количество загруженных сущностей: 500/500. |
| 38  | Зимодровка       | деревня | Получено слишком много сущностей из Викиданные. Количество загруженных сущностей: 500/500. |
| 39  | Кабановка        | хутор   | Получено слишком много сущностей из Викиданные. Количество загруженных сущностей: 500/500. |
| 40  | Кадецк           | деревня | Получено слишком много сущностей из Викиданные. Количество загруженных сущностей: 500/500. |
| 41  | Калининский      | посёлок | Получено слишком много сущностей из Викиданные. Количество загруженных сущностей: 500/500. |
| 42  | Католино         | село    | Получено слишком много сущностей из Викиданные. Количество загруженных сущностей: 500/500. |
| 43  | Кипти            | деревня | Получено слишком много сущностей из Викиданные. Количество загруженных сущностей: 500/500. |
| 44  | Киселёвка        | деревня | Получено слишком много сущностей из Викиданные. Количество загруженных сущностей: 500/500. |
| 45  | Кокоты           | деревня | Получено слишком много сущностей из Викиданные. Количество загруженных сущностей: 500/500. |
| 46  | Колодезки        | деревня | Получено слишком много сущностей из Викиданные. Количество загруженных сущностей: 500/500. |
| 47  | Конопаковка      | деревня | Получено слишком много сущностей из Викиданные. Количество загруженных сущностей: 500/500. |
| 48  | Корунский        | посёлок | Получено слишком много сущностей из Викиданные. Количество загруженных сущностей: 500/500. |
| 49  | Косенки          | деревня | Получено слишком много сущностей из Викиданные. Количество загруженных сущностей: 500/500. |
| 50  | Красная Ковалиха | посёлок | Получено слишком много сущностей из Викиданные. Количество загруженных сущностей: 500/500. |
| 51  | Красногорки      | деревня | Получено слишком много сущностей из Викиданные. Количество загруженных сущностей: 500/500. |
| 52  | Красные Косары   | деревня | Получено слишком много сущностей из Викиданные. Количество загруженных сущностей: 500/500. |
| 53  | Красный          | посёлок | Получено слишком много сущностей из Викиданные. Количество загруженных сущностей: 500/500. |
| 54  | Красный Источник | посёлок | Получено слишком много сущностей из Викиданные. Количество загруженных сущностей: 500/500. |
| 55  | Крымок           | посёлок | Получено слишком много сущностей из Викиданные. Количество загруженных сущностей: 500/500. |
| 56  | Курчичи          | село    | Получено слишком много сущностей из Викиданные. Количество загруженных сущностей: 500/500. |
| 57  | Лайковка         | деревня | Получено слишком много сущностей из Викиданные. Количество загруженных сущностей: 500/500. |
| 58  | Ленинский        | посёлок | Получено слишком много сущностей из Викиданные. Количество загруженных сущностей: 500/500. |
| 59  | Ленинский Уголок | посёлок | Получено слишком много сущностей из Викиданные. Количество загруженных сущностей: 500/500. |
| 60  | Лещовка          | деревня | Получено слишком много сущностей из Викиданные. Количество загруженных сущностей: 500/500. |
| 61  | Липки            | посёлок | Получено слишком много сущностей из Викиданные. Количество загруженных сущностей: 500/500. |
| 62  | Луговец          | село    | Получено слишком много сущностей из Викиданные. Количество загруженных сущностей: 500/500. |
| 63  | Луговка          | деревня | Получено слишком много сущностей из Викиданные. Количество загруженных сущностей: 500/500. |
| 64  | Лукавица         | деревня | Получено слишком много сущностей из Викиданные. Количество загруженных сущностей: 500/500. |
| 65  | Ляховка          | посёлок | Получено слишком много сущностей из Викиданные. Количество загруженных сущностей: 500/500. |
| 66  | Малая Деременка  | деревня | Получено слишком много сущностей из Викиданные. Количество загруженных сущностей: 500/500. |
| 67  | Мглин            | город   | Получено слишком много сущностей из Викиданные. Количество загруженных сущностей: 500/500. |
| 68  | Мглинщина        | посёлок | Получено слишком много сущностей из Викиданные. Количество загруженных сущностей: 500/500. |
| 69  | Медведьки        | посёлок | Получено слишком много сущностей из Викиданные. Количество загруженных сущностей: 500/500. |
| 70  | Молодьково       | село    | Получено слишком много сущностей из Викиданные. Количество загруженных сущностей: 500/500. |
| 71  | Московский       | посёлок | Получено слишком много сущностей из Викиданные. Количество загруженных сущностей: 500/500. |
| 72  | Нетяговка        | село    | Получено слишком много сущностей из Викиданные. Количество загруженных сущностей: 500/500. |
| 73  | Нижняя Дуброва   | посёлок | Получено слишком много сущностей из Викиданные. Количество загруженных сущностей: 500/500. |
| 74  | Николаевка       | деревня | Получено слишком много сущностей из Викиданные. Количество загруженных сущностей: 500/500. |
| 75  | Новая Жизнь      | посёлок | Получено слишком много сущностей из Викиданные. Количество загруженных сущностей: 500/500. |
| 76  | Новая Жизнь      | посёлок | Получено слишком много сущностей из Викиданные. Количество загруженных сущностей: 500/500. |
| 77  | Новая Романовка  | село    | Получено слишком много сущностей из Викиданные. Количество загруженных сущностей: 500/500. |
| 78  | Новые Чешуйки    | село    | Получено слишком много сущностей из Викиданные. Количество загруженных сущностей: 500/500. |
| 79  | Осколково        | село    | Получено слишком много сущностей из Викиданные. Количество загруженных сущностей: 500/500. |
| 80  | Парфеновка       | деревня | Получено слишком много сущностей из Викиданные. Количество загруженных сущностей: 500/500. |
| 81  | Первое Мая       | посёлок | Получено слишком много сущностей из Викиданные. Количество загруженных сущностей: 500/500. |
| 82  | Передовик        | посёлок | Получено слишком много сущностей из Викиданные. Количество загруженных сущностей: 500/500. |
| 83  | Петровка         | посёлок | Получено слишком много сущностей из Викиданные. Количество загруженных сущностей: 500/500. |
| 84  | Петьково         | посёлок | Получено слишком много сущностей из Викиданные. Количество загруженных сущностей: 500/500. |
| 85  | Подгаев          | посёлок | Получено слишком много сущностей из Викиданные. Количество загруженных сущностей: 500/500. |
| 86  | Полховка         | деревня | Получено слишком много сущностей из Викиданные. Количество загруженных сущностей: 500/500. |
| 87  | Помазовка        | деревня | Получено слишком много сущностей из Викиданные. Количество загруженных сущностей: 500/500. |
| 88  | Попелевка        | деревня | Получено слишком много сущностей из Викиданные. Количество загруженных сущностей: 500/500. |
| 89  | Портники         | посёлок | Получено слишком много сущностей из Викиданные. Количество загруженных сущностей: 500/500. |
| 90  | Прогресс         | посёлок | Получено слишком много сущностей из Викиданные. Количество загруженных сущностей: 500/500. |
| 91  | Пугачовка        | посёлок | Получено слишком много сущностей из Викиданные. Количество загруженных сущностей: 500/500. |
| 92  | Разгонов         | посёлок | Получено слишком много сущностей из Викиданные. Количество загруженных сущностей: 500/500. |
| 93  | Разрытое         | село    | Получено слишком много сущностей из Викиданные. Количество загруженных сущностей: 500/500. |
| 94  | Резуновщина      | посёлок | Получено слишком много сущностей из Викиданные. Количество загруженных сущностей: 500/500. |
| 95  | Репище           | посёлок | Получено слишком много сущностей из Викиданные. Количество загруженных сущностей: 500/500. |
| 96  | Рудня            | деревня | Получено слишком много сущностей из Викиданные. Количество загруженных сущностей: 500/500. |
| 97  | Санники          | деревня | Получено слишком много сущностей из Викиданные. Количество загруженных сущностей: 500/500. |
| 98  | Седки            | хутор   | Получено слишком много сущностей из Викиданные. Количество загруженных сущностей: 500/500. |
| 99  | Селянка          | посёлок | Получено слишком много сущностей из Викиданные. Количество загруженных сущностей: 500/500. |
| 100 | Семёновка        | посёлок | Получено слишком много сущностей из Викиданные. Количество загруженных сущностей: 500/500. |
| 101 | Семки            | село    | Получено слишком много сущностей из Викиданные. Количество загруженных сущностей: 500/500. |
| 102 | Симонтовка       | село    | Получено слишком много сущностей из Викиданные. Количество загруженных сущностей: 500/500. |
| 103 | Слобода          | деревня | Получено слишком много сущностей из Викиданные. Количество загруженных сущностей: 500/500. |
| 104 | Соколовка        | село    | 304                                                                                        |
| 105 | Старая Романовка | деревня | Получено слишком много сущностей из Викиданные. Количество загруженных сущностей: 500/500. |
| 106 | Старые Чешуйки   | деревня | Получено слишком много сущностей из Викиданные. Количество загруженных сущностей: 500/500. |
| 107 | Степной          | посёлок | Получено слишком много сущностей из Викиданные. Количество загруженных сущностей: 500/500. |
| 108 | Трусовка         | деревня | Получено слишком много сущностей из Викиданные. Количество загруженных сущностей: 500/500. |
| 109 | Филоновка        | посёлок | Получено слишком много сущностей из Викиданные. Количество загруженных сущностей: 500/500. |
| 110 | Халимонки        | посёлок | Получено слишком много сущностей из Викиданные. Количество загруженных сущностей: 500/500. |
| 111 | Харновка         | деревня | Получено слишком много сущностей из Викиданные. Количество загруженных сущностей: 500/500. |
| 112 | Хомяковка        | деревня | Получено слишком много сущностей из Викиданные. Количество загруженных сущностей: 500/500. |
| 113 | Хоружовка        | деревня | Получено слишком много сущностей из Викиданные. Количество загруженных сущностей: 500/500. |
| 114 | Цинка            | деревня | Получено слишком много сущностей из Викиданные. Количество загруженных сущностей: 500/500. |
| 115 | Черновица        | деревня | Получено слишком много сущностей из Викиданные. Количество загруженных сущностей: 500/500. |
| 116 | Черноводка       | деревня | Получено слишком много сущностей из Викиданные. Количество загруженных сущностей: 500/500. |
| 117 | Черноручье       | деревня | Получено слишком много сущностей из Викиданные. Количество загруженных сущностей: 500/500. |
| 118 | Шабловка         | посёлок | Получено слишком много сущностей из Викиданные. Количество загруженных сущностей: 500/500. |
| 119 | Шеверды          | село    | Получено слишком много сущностей из Викиданные. Количество загруженных сущностей: 500/500. |
| 120 | Шелудьки         | посёлок | Получено слишком много сущностей из Викиданные. Количество загруженных сущностей: 500/500. |
| 121 | Шимоновский      | хутор   | Получено слишком много сущностей из Викиданные. Количество загруженных сущностей: 500/500. |
| 122 | Шумарово         | село    | Получено слишком много сущностей из Викиданные. Количество загруженных сущностей: 500/500. |
| 123 | Шутиловка        | посёлок | Получено слишком много сущностей из Викиданные. Количество загруженных сущностей: 500/500. |
| 124 | Ясенок           | посёлок | Получено слишком много сущностей из Викиданные. Количество загруженных сущностей: 500/500. |
| 125 | Ясная Поляна     | посёлок | Получено слишком много сущностей из Викиданные. Количество загруженных сущностей: 500/500. |
| 126 | Ястребец         | посёлок | Получено слишком много сущностей из Викиданные. Количество загруженных сущностей: 500/500. |

### Навлинский
| №  | Населённый пункт  | Тип          | Население                                                                                  |
| -- | ----------------- | ------------ | ------------------------------------------------------------------------------------------ |
| 1  | Алексеевка        | деревня      | Получено слишком много сущностей из Викиданные. Количество загруженных сущностей: 500/500. |
| 2  | Алешинка          | село         | Получено слишком много сущностей из Викиданные. Количество загруженных сущностей: 500/500. |
| 3  | Алтухово          | пгт          | Получено слишком много сущностей из Викиданные. Количество загруженных сущностей: 500/500. |
| 4  | Андреевка         | деревня      | Получено слишком много сущностей из Викиданные. Количество загруженных сущностей: 500/500. |
| 5  | Белгород          | посёлок      | Получено слишком много сущностей из Викиданные. Количество загруженных сущностей: 500/500. |
| 6  | Большой Пьявицкий | посёлок      | Получено слишком много сущностей из Викиданные. Количество загруженных сущностей: 500/500. |
| 7  | Борщово           | село         | Получено слишком много сущностей из Викиданные. Количество загруженных сущностей: 500/500. |
| 8  | Бутре             | село         | Получено слишком много сущностей из Викиданные. Количество загруженных сущностей: 500/500. |
| 9  | Бучнево           | деревня      | Получено слишком много сущностей из Викиданные. Количество загруженных сущностей: 500/500. |
| 10 | Бяково            | село         | Получено слишком много сущностей из Викиданные. Количество загруженных сущностей: 500/500. |
| 11 | Вздружное         | село         | Получено слишком много сущностей из Викиданные. Количество загруженных сущностей: 500/500. |
| 12 | Вознесенск        | посёлок      | Получено слишком много сущностей из Викиданные. Количество загруженных сущностей: 500/500. |
| 13 | Гавань            | посёлок      | Получено слишком много сущностей из Викиданные. Количество загруженных сущностей: 500/500. |
| 14 | Гаврилково        | деревня      | Получено слишком много сущностей из Викиданные. Количество загруженных сущностей: 500/500. |
| 15 | Гладское          | деревня      | Получено слишком много сущностей из Викиданные. Количество загруженных сущностей: 500/500. |
| 16 | Глинное           | село         | Получено слишком много сущностей из Викиданные. Количество загруженных сущностей: 500/500. |
| 17 | Глубокие Лужи     | хутор        | Получено слишком много сущностей из Викиданные. Количество загруженных сущностей: 500/500. |
| 18 | Гололобово        | село         | Получено слишком много сущностей из Викиданные. Количество загруженных сущностей: 500/500. |
| 19 | Гремячее          | село         | Получено слишком много сущностей из Викиданные. Количество загруженных сущностей: 500/500. |
| 20 | Девичье           | село         | Получено слишком много сущностей из Викиданные. Количество загруженных сущностей: 500/500. |
| 21 | Дружная           | деревня      | Получено слишком много сущностей из Викиданные. Количество загруженных сущностей: 500/500. |
| 22 | Думча             | посёлок      | Получено слишком много сущностей из Викиданные. Количество загруженных сущностей: 500/500. |
| 23 | Еловики           | посёлок      | Получено слишком много сущностей из Викиданные. Количество загруженных сущностей: 500/500. |
| 24 | Жары              | посёлок      | Получено слишком много сущностей из Викиданные. Количество загруженных сущностей: 500/500. |
| 25 | Жданово           | посёлок      | Получено слишком много сущностей из Викиданные. Количество загруженных сущностей: 500/500. |
| 26 | Журавка           | село         | Получено слишком много сущностей из Викиданные. Количество загруженных сущностей: 500/500. |
| 27 | Земляничная       | ж.д. разъезд | Получено слишком много сущностей из Викиданные. Количество загруженных сущностей: 500/500. |
| 28 | Зубовка           | деревня      | Получено слишком много сущностей из Викиданные. Количество загруженных сущностей: 500/500. |
| 29 | Клинское          | село         | Получено слишком много сущностей из Викиданные. Количество загруженных сущностей: 500/500. |
| 30 | Клюковники        | посёлок      | Получено слишком много сущностей из Викиданные. Количество загруженных сущностей: 500/500. |
| 31 | Колпачок          | деревня      | Получено слишком много сущностей из Викиданные. Количество загруженных сущностей: 500/500. |
| 32 | Кольцовка         | деревня      | Получено слишком много сущностей из Викиданные. Количество загруженных сущностей: 500/500. |
| 33 | Коммуна           | посёлок      | Получено слишком много сущностей из Викиданные. Количество загруженных сущностей: 500/500. |
| 34 | Красивое Подгорье | посёлок      | Получено слишком много сущностей из Викиданные. Количество загруженных сущностей: 500/500. |
| 35 | Красный Бор       | посёлок      | Получено слишком много сущностей из Викиданные. Количество загруженных сущностей: 500/500. |
| 36 | Красный Курган    | посёлок      | Получено слишком много сущностей из Викиданные. Количество загруженных сущностей: 500/500. |
| 37 | Красный Отпускник | посёлок      | Получено слишком много сущностей из Викиданные. Количество загруженных сущностей: 500/500. |
| 38 | Круглое           | посёлок      | Получено слишком много сущностей из Викиданные. Количество загруженных сущностей: 500/500. |
| 39 | Кукуевка          | посёлок      | Получено слишком много сущностей из Викиданные. Количество загруженных сущностей: 500/500. |
| 40 | Курносовка        | деревня      | Получено слишком много сущностей из Викиданные. Количество загруженных сущностей: 500/500. |
| 41 | Лески             | село         | Получено слишком много сущностей из Викиданные. Количество загруженных сущностей: 500/500. |
| 42 | Липки             | деревня      | Получено слишком много сущностей из Викиданные. Количество загруженных сущностей: 500/500. |
| 43 | Литовня           | село         | Получено слишком много сущностей из Викиданные. Количество загруженных сущностей: 500/500. |
| 44 | Моисеевка         | деревня      | Получено слишком много сущностей из Викиданные. Количество загруженных сущностей: 500/500. |
| 45 | Мостки            | деревня      | Получено слишком много сущностей из Викиданные. Количество загруженных сущностей: 500/500. |
| 46 | Муравлёвка        | деревня      | Получено слишком много сущностей из Викиданные. Количество загруженных сущностей: 500/500. |
| 47 | Навля             | пгт          | Получено слишком много сущностей из Викиданные. Количество загруженных сущностей: 500/500. |
| 48 | Новая Жизнь       | посёлок      | Получено слишком много сущностей из Викиданные. Количество загруженных сущностей: 500/500. |
| 49 | Нововасильевка    | деревня      | Получено слишком много сущностей из Викиданные. Количество загруженных сущностей: 500/500. |
| 50 | Новотроицкий      | посёлок      | Получено слишком много сущностей из Викиданные. Количество загруженных сущностей: 500/500. |
| 51 | Партизанское      | село         | Получено слишком много сущностей из Викиданные. Количество загруженных сущностей: 500/500. |
| 52 | Пахарь            | посёлок      | Получено слишком много сущностей из Викиданные. Количество загруженных сущностей: 500/500. |
| 53 | Пашеньки          | посёлок      | Получено слишком много сущностей из Викиданные. Количество загруженных сущностей: 500/500. |
| 54 | Первомайский      | посёлок      | Получено слишком много сущностей из Викиданные. Количество загруженных сущностей: 500/500. |
| 55 | Перекоп           | посёлок      | Получено слишком много сущностей из Викиданные. Количество загруженных сущностей: 500/500. |
| 56 | Песчаный          | посёлок      | Получено слишком много сущностей из Викиданные. Количество загруженных сущностей: 500/500. |
| 57 | Печки             | деревня      | Получено слишком много сущностей из Викиданные. Количество загруженных сущностей: 500/500. |
| 58 | Пластовое         | деревня      | Получено слишком много сущностей из Викиданные. Количество загруженных сущностей: 500/500. |
| 59 | Приволье          | деревня      | Получено слишком много сущностей из Викиданные. Количество загруженных сущностей: 500/500. |
| 60 | Прилепы           | деревня      | Получено слишком много сущностей из Викиданные. Количество загруженных сущностей: 500/500. |
| 61 | Приютово          | деревня      | Получено слишком много сущностей из Викиданные. Количество загруженных сущностей: 500/500. |
| 62 | Пролысово         | село         | Получено слишком много сущностей из Викиданные. Количество загруженных сущностей: 500/500. |
| 63 | Психоинтернат     | посёлок      | Получено слишком много сущностей из Викиданные. Количество загруженных сущностей: 500/500. |
| 64 | Пурвинка          | посёлок      | Получено слишком много сущностей из Викиданные. Количество загруженных сущностей: 500/500. |
| 65 | Ревны             | село         | Получено слишком много сущностей из Викиданные. Количество загруженных сущностей: 500/500. |
| 66 | Речица            | посёлок      | Получено слишком много сущностей из Викиданные. Количество загруженных сущностей: 500/500. |
| 67 | Рябчовка          | деревня      | Получено слишком много сущностей из Викиданные. Количество загруженных сущностей: 500/500. |
| 68 | Садовый           | посёлок      | Получено слишком много сущностей из Викиданные. Количество загруженных сущностей: 500/500. |
| 69 | Салтановка        | село         | Получено слишком много сущностей из Викиданные. Количество загруженных сущностей: 500/500. |
| 70 | Селище            | деревня      | Получено слишком много сущностей из Викиданные. Количество загруженных сущностей: 500/500. |
| 71 | Сергино           | деревня      | Получено слишком много сущностей из Викиданные. Количество загруженных сущностей: 500/500. |
| 72 | Сидоровка         | деревня      | Получено слишком много сущностей из Викиданные. Количество загруженных сущностей: 500/500. |
| 73 | Синезёрский       | посёлок      | Получено слишком много сущностей из Викиданные. Количество загруженных сущностей: 500/500. |
| 74 | Соколово          | село         | Получено слишком много сущностей из Викиданные. Количество загруженных сущностей: 500/500. |
| 75 | Сосновское        | деревня      | Получено слишком много сущностей из Викиданные. Количество загруженных сущностей: 500/500. |
| 76 | Стайки            | посёлок      | Получено слишком много сущностей из Викиданные. Количество загруженных сущностей: 500/500. |
| 77 | Старая Хуторь     | посёлок      | Получено слишком много сущностей из Викиданные. Количество загруженных сущностей: 500/500. |
| 78 | Сытенки           | деревня      | Получено слишком много сущностей из Викиданные. Количество загруженных сущностей: 500/500. |
| 79 | Сычовка           | деревня      | Получено слишком много сущностей из Викиданные. Количество загруженных сущностей: 500/500. |
| 80 | Угорье            | посёлок      | Получено слишком много сущностей из Викиданные. Количество загруженных сущностей: 500/500. |
| 81 | Ужинец            | посёлок      | Получено слишком много сущностей из Викиданные. Количество загруженных сущностей: 500/500. |
| 82 | Черемушки         | посёлок      | Получено слишком много сущностей из Викиданные. Количество загруженных сущностей: 500/500. |
| 83 | Чичково           | село         | Получено слишком много сущностей из Викиданные. Количество загруженных сущностей: 500/500. |
| 84 | Шешуево           | деревня      | Получено слишком много сущностей из Викиданные. Количество загруженных сущностей: 500/500. |
| 85 | Щегловка          | деревня      | Получено слишком много сущностей из Викиданные. Количество загруженных сущностей: 500/500. |

### Новозыбковский
| №  | Населённый пункт     | Тип         | Население                                                                                  |
| -- | -------------------- | ----------- | ------------------------------------------------------------------------------------------ |
| 1  | Белый Колодезь       | село        | Получено слишком много сущностей из Викиданные. Количество загруженных сущностей: 500/500. |
| 2  | Булдынка             | хутор       | Получено слишком много сущностей из Викиданные. Количество загруженных сущностей: 500/500. |
| 3  | Величка              | хутор       | Получено слишком много сущностей из Викиданные. Количество загруженных сущностей: 500/500. |
| 4  | Верещаки             | село        | Получено слишком много сущностей из Викиданные. Количество загруженных сущностей: 500/500. |
| 5  | Вихолка              | село        | Получено слишком много сущностей из Викиданные. Количество загруженных сущностей: 500/500. |
| 6  | Внуковичи            | село        | Получено слишком много сущностей из Викиданные. Количество загруженных сущностей: 500/500. |
| 7  | Гатка                | посёлок     | Получено слишком много сущностей из Викиданные. Количество загруженных сущностей: 500/500. |
| 8  | Грива                | посёлок     | Получено слишком много сущностей из Викиданные. Количество загруженных сущностей: 500/500. |
| 9  | Гривка               | посёлок     | Получено слишком много сущностей из Викиданные. Количество загруженных сущностей: 500/500. |
| 10 | Грозный              | посёлок     | Получено слишком много сущностей из Викиданные. Количество загруженных сущностей: 500/500. |
| 11 | Дедовский            | посёлок     | Получено слишком много сущностей из Викиданные. Количество загруженных сущностей: 500/500. |
| 12 | Деменка              | село        | Получено слишком много сущностей из Викиданные. Количество загруженных сущностей: 500/500. |
| 13 | Дружба               | посёлок     | Получено слишком много сущностей из Викиданные. Количество загруженных сущностей: 500/500. |
| 14 | Дубровка             | деревня     | Получено слишком много сущностей из Викиданные. Количество загруженных сущностей: 500/500. |
| 15 | Дягель               | посёлок     | Получено слишком много сущностей из Викиданные. Количество загруженных сущностей: 500/500. |
| 16 | Журавка              | деревня     | Получено слишком много сущностей из Викиданные. Количество загруженных сущностей: 500/500. |
| 17 | Замишево             | село        | Получено слишком много сущностей из Викиданные. Количество загруженных сущностей: 500/500. |
| 18 | Калиновка            | посёлок     | Получено слишком много сущностей из Викиданные. Количество загруженных сущностей: 500/500. |
| 19 | Каташин              | село        | Получено слишком много сущностей из Викиданные. Количество загруженных сущностей: 500/500. |
| 20 | Катичи               | село        | Получено слишком много сущностей из Викиданные. Количество загруженных сущностей: 500/500. |
| 21 | Клюков Мох           | посёлок     | Получено слишком много сущностей из Викиданные. Количество загруженных сущностей: 500/500. |
| 22 | Корна                | деревня     | Получено слишком много сущностей из Викиданные. Количество загруженных сущностей: 500/500. |
| 23 | Корчи                | посёлок     | Получено слишком много сущностей из Викиданные. Количество загруженных сущностей: 500/500. |
| 24 | Красный Гай          | посёлок     | Получено слишком много сущностей из Викиданные. Количество загруженных сущностей: 500/500. |
| 25 | Крутоберезка         | деревня     | Получено слишком много сущностей из Викиданные. Количество загруженных сущностей: 500/500. |
| 26 | Курганье             | посёлок     | Получено слишком много сущностей из Викиданные. Количество загруженных сущностей: 500/500. |
| 27 | Малый Кривец         | деревня     | Получено слишком много сущностей из Викиданные. Количество загруженных сущностей: 500/500. |
| 28 | Мамай                | посёлок     | Получено слишком много сущностей из Викиданные. Количество загруженных сущностей: 500/500. |
| 29 | Манюки               | село        | Получено слишком много сущностей из Викиданные. Количество загруженных сущностей: 500/500. |
| 30 | Манюки               | ж.д станция | Получено слишком много сущностей из Викиданные. Количество загруженных сущностей: 500/500. |
| 31 | Машкинский           | посёлок     | Получено слишком много сущностей из Викиданные. Количество загруженных сущностей: 500/500. |
| 32 | Мохоновка            | посёлок     | Получено слишком много сущностей из Викиданные. Количество загруженных сущностей: 500/500. |
| 33 | Несвоевка            | деревня     | Получено слишком много сущностей из Викиданные. Количество загруженных сущностей: 500/500. |
| 34 | Новое Место          | село        | Получено слишком много сущностей из Викиданные. Количество загруженных сущностей: 500/500. |
| 35 | Новые Бобовичи       | село        | Получено слишком много сущностей из Викиданные. Количество загруженных сущностей: 500/500. |
| 36 | Новые Катичи         | посёлок     | Получено слишком много сущностей из Викиданные. Количество загруженных сущностей: 500/500. |
| 37 | Опытная Станция      | посёлок     | Получено слишком много сущностей из Викиданные. Количество загруженных сущностей: 500/500. |
| 38 | Отрадное             | посёлок     | Получено слишком много сущностей из Викиданные. Количество загруженных сущностей: 500/500. |
| 39 | Перевоз              | село        | Получено слишком много сущностей из Викиданные. Количество загруженных сущностей: 500/500. |
| 40 | Победа               | посёлок     | Получено слишком много сущностей из Викиданные. Количество загруженных сущностей: 500/500. |
| 41 | Полек                | посёлок     | Получено слишком много сущностей из Викиданные. Количество загруженных сущностей: 500/500. |
| 42 | Прудовка             | посёлок     | Получено слишком много сущностей из Викиданные. Количество загруженных сущностей: 500/500. |
| 43 | Синий Колодец        | село        | Получено слишком много сущностей из Викиданные. Количество загруженных сущностей: 500/500. |
| 44 | Синявка              | посёлок     | Получено слишком много сущностей из Викиданные. Количество загруженных сущностей: 500/500. |
| 45 | Скоробогатая Слобода | деревня     | Получено слишком много сущностей из Викиданные. Количество загруженных сущностей: 500/500. |
| 46 | Сновский             | село        | Получено слишком много сущностей из Викиданные. Количество загруженных сущностей: 500/500. |
| 47 | Старая Рудня         | деревня     | Получено слишком много сущностей из Викиданные. Количество загруженных сущностей: 500/500. |
| 48 | Старые Бобовичи      | село        | Получено слишком много сущностей из Викиданные. Количество загруженных сущностей: 500/500. |
| 49 | Старый Вышков        | село        | Получено слишком много сущностей из Викиданные. Количество загруженных сущностей: 500/500. |
| 50 | Старый Кривец        | село        | Получено слишком много сущностей из Викиданные. Количество загруженных сущностей: 500/500. |
| 51 | Триголов             | посёлок     | Получено слишком много сущностей из Викиданные. Количество загруженных сущностей: 500/500. |
| 52 | Тростань             | деревня     | Получено слишком много сущностей из Викиданные. Количество загруженных сущностей: 500/500. |
| 53 | Холевичи             | деревня     | Получено слишком много сущностей из Викиданные. Количество загруженных сущностей: 500/500. |
| 54 | Шеломы               | село        | Получено слишком много сущностей из Викиданные. Количество загруженных сущностей: 500/500. |
| 55 | Шитиков Лог          | посёлок     | Получено слишком много сущностей из Викиданные. Количество загруженных сущностей: 500/500. |
| 56 | Ягодное              | посёлок     | Получено слишком много сущностей из Викиданные. Количество загруженных сущностей: 500/500. |
| 57 | Ясная Поляна         | посёлок     | Получено слишком много сущностей из Викиданные. Количество загруженных сущностей: 500/500. |

### Погарский
| №   | Населённый пункт | Тип     | Население                                                                                  |
| --- | ---------------- | ------- | ------------------------------------------------------------------------------------------ |
| 1   | Абаринки         | деревня | Получено слишком много сущностей из Викиданные. Количество загруженных сущностей: 500/500. |
| 2   | Авсеенков        | хутор   | Получено слишком много сущностей из Викиданные. Количество загруженных сущностей: 500/500. |
| 3   | Андрейковичи     | село    | Получено слишком много сущностей из Викиданные. Количество загруженных сущностей: 500/500. |
| 4   | Базская          | деревня | Получено слишком много сущностей из Викиданные. Количество загруженных сущностей: 500/500. |
| 5   | Балыкино         | село    | Получено слишком много сущностей из Викиданные. Количество загруженных сущностей: 500/500. |
| 6   | Балышовка        | посёлок | Получено слишком много сущностей из Викиданные. Количество загруженных сущностей: 500/500. |
| 7   | Белевая          | посёлок | Получено слишком много сущностей из Викиданные. Количество загруженных сущностей: 500/500. |
| 8   | Белевица         | посёлок | Получено слишком много сущностей из Викиданные. Количество загруженных сущностей: 500/500. |
| 9   | Белый Поруб      | посёлок | Получено слишком много сущностей из Викиданные. Количество загруженных сущностей: 500/500. |
| 10  | Бердаши          | посёлок | Получено слишком много сущностей из Викиданные. Количество загруженных сущностей: 500/500. |
| 11  | Берёзовка        | село    | Получено слишком много сущностей из Викиданные. Количество загруженных сущностей: 500/500. |
| 12  | Бобрик           | село    | Получено слишком много сущностей из Викиданные. Количество загруженных сущностей: 500/500. |
| 13  | Боевик           | посёлок | Получено слишком много сущностей из Викиданные. Количество загруженных сущностей: 500/500. |
| 14  | Борщово          | село    | Получено слишком много сущностей из Викиданные. Количество загруженных сущностей: 500/500. |
| 15  | Бугаевка         | деревня | Получено слишком много сущностей из Викиданные. Количество загруженных сущностей: 500/500. |
| 16  | Будённый         | посёлок | Получено слишком много сущностей из Викиданные. Количество загруженных сущностей: 500/500. |
| 17  | Вадьковка        | посёлок | Получено слишком много сущностей из Викиданные. Количество загруженных сущностей: 500/500. |
| 18  | Вара             | хутор   | Получено слишком много сущностей из Викиданные. Количество загруженных сущностей: 500/500. |
| 19  | Василёвка        | деревня | Получено слишком много сущностей из Викиданные. Количество загруженных сущностей: 500/500. |
| 20  | Витемля          | село    | Получено слишком много сущностей из Викиданные. Количество загруженных сущностей: 500/500. |
| 21  | Гамовщина        | посёлок | Получено слишком много сущностей из Викиданные. Количество загруженных сущностей: 500/500. |
| 22  | Гарцаёвка        | хутор   | Получено слишком много сущностей из Викиданные. Количество загруженных сущностей: 500/500. |
| 23  | Гетуновка        | хутор   | Получено слишком много сущностей из Викиданные. Количество загруженных сущностей: 500/500. |
| 24  | Глинки           | хутор   | Получено слишком много сущностей из Викиданные. Количество загруженных сущностей: 500/500. |
| 25  | Горицы           | деревня | Получено слишком много сущностей из Викиданные. Количество загруженных сущностей: 500/500. |
| 26  | Городище         | село    | Получено слишком много сущностей из Викиданные. Количество загруженных сущностей: 500/500. |
| 27  | Гошка            | посёлок | Получено слишком много сущностей из Викиданные. Количество загруженных сущностей: 500/500. |
| 28  | Граборовка       | хутор   | Получено слишком много сущностей из Викиданные. Количество загруженных сущностей: 500/500. |
| 29  | Гринёво          | село    | Получено слишком много сущностей из Викиданные. Количество загруженных сущностей: 500/500. |
| 30  | Гринёвочка       | деревня | Получено слишком много сущностей из Викиданные. Количество загруженных сущностей: 500/500. |
| 31  | Грозный          | посёлок | Получено слишком много сущностей из Викиданные. Количество загруженных сущностей: 500/500. |
| 32  | Грязивец         | село    | Получено слишком много сущностей из Викиданные. Количество загруженных сущностей: 500/500. |
| 33  | Гудовка          | село    | Получено слишком много сущностей из Викиданные. Количество загруженных сущностей: 500/500. |
| 34  | Дареевск         | село    | Получено слишком много сущностей из Викиданные. Количество загруженных сущностей: 500/500. |
| 35  | Джуровка         | хутор   | Получено слишком много сущностей из Викиданные. Количество загруженных сущностей: 500/500. |
| 36  | Довжик           | посёлок | Получено слишком много сущностей из Викиданные. Количество загруженных сущностей: 500/500. |
| 37  | Долботово        | деревня | Получено слишком много сущностей из Викиданные. Количество загруженных сущностей: 500/500. |
| 38  | Дуброва          | посёлок | Получено слишком много сущностей из Викиданные. Количество загруженных сущностей: 500/500. |
| 39  | Дятлов           | посёлок | Получено слишком много сущностей из Викиданные. Количество загруженных сущностей: 500/500. |
| 40  | Евдоколье        | село    | Получено слишком много сущностей из Викиданные. Количество загруженных сущностей: 500/500. |
| 41  | Жигалки          | деревня | Получено слишком много сущностей из Викиданные. Количество загруженных сущностей: 500/500. |
| 42  | Западеньки       | посёлок | Получено слишком много сущностей из Викиданные. Количество загруженных сущностей: 500/500. |
| 43  | Запесочье        | посёлок | Получено слишком много сущностей из Викиданные. Количество загруженных сущностей: 500/500. |
| 44  | Заречное         | село    | Получено слишком много сущностей из Викиданные. Количество загруженных сущностей: 500/500. |
| 45  | Затростянье      | посёлок | Получено слишком много сущностей из Викиданные. Количество загруженных сущностей: 500/500. |
| 46  | Заяружье         | посёлок | Получено слишком много сущностей из Викиданные. Количество загруженных сущностей: 500/500. |
| 47  | Золин            | посёлок | Получено слишком много сущностей из Викиданные. Количество загруженных сущностей: 500/500. |
| 48  | Исаевка          | деревня | Получено слишком много сущностей из Викиданные. Количество загруженных сущностей: 500/500. |
| 49  | Казиловка        | деревня | Получено слишком много сущностей из Викиданные. Количество загруженных сущностей: 500/500. |
| 50  | Калиновка        | посёлок | Получено слишком много сущностей из Викиданные. Количество загруженных сущностей: 500/500. |
| 51  | Карбовка         | деревня | Получено слишком много сущностей из Викиданные. Количество загруженных сущностей: 500/500. |
| 52  | Кирпичный        | хутор   | Получено слишком много сущностей из Викиданные. Количество загруженных сущностей: 500/500. |
| 53  | Кистёр           | село    | Получено слишком много сущностей из Викиданные. Количество загруженных сущностей: 500/500. |
| 54  | Кожуровка        | деревня | Получено слишком много сущностей из Викиданные. Количество загруженных сущностей: 500/500. |
| 55  | Колодезки        | посёлок | Получено слишком много сущностей из Викиданные. Количество загруженных сущностей: 500/500. |
| 56  | Кочкарь          | посёлок | Получено слишком много сущностей из Викиданные. Количество загруженных сущностей: 500/500. |
| 57  | Красная Роща     | посёлок | Получено слишком много сущностей из Викиданные. Количество загруженных сущностей: 500/500. |
| 58  | Красный Бор      | посёлок | Получено слишком много сущностей из Викиданные. Количество загруженных сущностей: 500/500. |
| 59  | Красный Октябрь  | посёлок | Получено слишком много сущностей из Викиданные. Количество загруженных сущностей: 500/500. |
| 60  | Красный Угол     | посёлок | Получено слишком много сущностей из Викиданные. Количество загруженных сущностей: 500/500. |
| 61  | Курово           | село    | Получено слишком много сущностей из Викиданные. Количество загруженных сущностей: 500/500. |
| 62  | Левдиков         | хутор   | Получено слишком много сущностей из Викиданные. Количество загруженных сущностей: 500/500. |
| 63  | Леднев           | посёлок | Получено слишком много сущностей из Викиданные. Количество загруженных сущностей: 500/500. |
| 64  | Лобки            | село    | Получено слишком много сущностей из Викиданные. Количество загруженных сущностей: 500/500. |
| 65  | Лосевка          | хутор   | Получено слишком много сущностей из Викиданные. Количество загруженных сущностей: 500/500. |
| 66  | Лукин            | деревня | Получено слишком много сущностей из Викиданные. Количество загруженных сущностей: 500/500. |
| 67  | Мадеевка         | деревня | Получено слишком много сущностей из Викиданные. Количество загруженных сущностей: 500/500. |
| 68  | Майский          | посёлок | Получено слишком много сущностей из Викиданные. Количество загруженных сущностей: 500/500. |
| 69  | Марковск         | деревня | Получено слишком много сущностей из Викиданные. Количество загруженных сущностей: 500/500. |
| 70  | Меловое          | посёлок | Получено слишком много сущностей из Викиданные. Количество загруженных сущностей: 500/500. |
| 71  | Мирские          | посёлок | Получено слишком много сущностей из Викиданные. Количество загруженных сущностей: 500/500. |
| 72  | Михновка         | деревня | Получено слишком много сущностей из Викиданные. Количество загруженных сущностей: 500/500. |
| 73  | Незеваевка       | посёлок | Получено слишком много сущностей из Викиданные. Количество загруженных сущностей: 500/500. |
| 74  | Нечуи            | посёлок | Получено слишком много сущностей из Викиданные. Количество загруженных сущностей: 500/500. |
| 75  | Низы             | хутор   | Получено слишком много сущностей из Викиданные. Количество загруженных сущностей: 500/500. |
| 76  | Новый Синин      | посёлок | Получено слишком много сущностей из Викиданные. Количество загруженных сущностей: 500/500. |
| 77  | Огонёк           | посёлок | Получено слишком много сущностей из Викиданные. Количество загруженных сущностей: 500/500. |
| 78  | Ореховка         | посёлок | Получено слишком много сущностей из Викиданные. Количество загруженных сущностей: 500/500. |
| 79  | Первомайский     | посёлок | Получено слишком много сущностей из Викиданные. Количество загруженных сущностей: 500/500. |
| 80  | Перегон          | деревня | Получено слишком много сущностей из Викиданные. Количество загруженных сущностей: 500/500. |
| 81  | Песоцкий         | хутор   | Получено слишком много сущностей из Викиданные. Количество загруженных сущностей: 500/500. |
| 82  | Песчанки         | посёлок | Получено слишком много сущностей из Викиданные. Количество загруженных сущностей: 500/500. |
| 83  | Плоский          | посёлок | Получено слишком много сущностей из Викиданные. Количество загруженных сущностей: 500/500. |
| 84  | Погар            | пгт     | Получено слишком много сущностей из Викиданные. Количество загруженных сущностей: 500/500. |
| 85  | Поперечное       | хутор   | Получено слишком много сущностей из Викиданные. Количество загруженных сущностей: 500/500. |
| 86  | Посудичи         | село    | Получено слишком много сущностей из Викиданные. Количество загруженных сущностей: 500/500. |
| 87  | Поталуевщина     | посёлок | Получено слишком много сущностей из Викиданные. Количество загруженных сущностей: 500/500. |
| 88  | Прирубки         | деревня | Получено слишком много сущностей из Викиданные. Количество загруженных сущностей: 500/500. |
| 89  | Пролетарский     | посёлок | Получено слишком много сущностей из Викиданные. Количество загруженных сущностей: 500/500. |
| 90  | Просвет          | посёлок | Получено слишком много сущностей из Викиданные. Количество загруженных сущностей: 500/500. |
| 91  | Пчёлки           | хутор   | Получено слишком много сущностей из Викиданные. Количество загруженных сущностей: 500/500. |
| 92  | Раков            | хутор   | Получено слишком много сущностей из Викиданные. Количество загруженных сущностей: 500/500. |
| 93  | Рассуха          | деревня | Получено слишком много сущностей из Викиданные. Количество загруженных сущностей: 500/500. |
| 94  | Реуха            | хутор   | Получено слишком много сущностей из Викиданные. Количество загруженных сущностей: 500/500. |
| 95  | Роговичи         | хутор   | Получено слишком много сущностей из Викиданные. Количество загруженных сущностей: 500/500. |
| 96  | Рожки            | деревня | Получено слишком много сущностей из Викиданные. Количество загруженных сущностей: 500/500. |
| 97  | Романовка        | деревня | Получено слишком много сущностей из Викиданные. Количество загруженных сущностей: 500/500. |
| 98  | Савостьяны       | село    | Получено слишком много сущностей из Викиданные. Количество загруженных сущностей: 500/500. |
| 99  | Садовый          | посёлок | Получено слишком много сущностей из Викиданные. Количество загруженных сущностей: 500/500. |
| 100 | Синин            | село    | Получено слишком много сущностей из Викиданные. Количество загруженных сущностей: 500/500. |
| 101 | Синицкий         | хутор   | Получено слишком много сущностей из Викиданные. Количество загруженных сущностей: 500/500. |
| 102 | Случовск         | село    | Получено слишком много сущностей из Викиданные. Количество загруженных сущностей: 500/500. |
| 103 | Сопычи           | село    | Получено слишком много сущностей из Викиданные. Количество загруженных сущностей: 500/500. |
| 104 | Сочилов          | хутор   | Получено слишком много сущностей из Викиданные. Количество загруженных сущностей: 500/500. |
| 105 | Стечна           | село    | Получено слишком много сущностей из Викиданные. Количество загруженных сущностей: 500/500. |
| 106 | Суворово         | село    | Получено слишком много сущностей из Викиданные. Количество загруженных сущностей: 500/500. |
| 107 | Сухосеевка       | село    | Получено слишком много сущностей из Викиданные. Количество загруженных сущностей: 500/500. |
| 108 | Телеговка        | деревня | Получено слишком много сущностей из Викиданные. Количество загруженных сущностей: 500/500. |
| 109 | Торкин           | хутор   | Получено слишком много сущностей из Викиданные. Количество загруженных сущностей: 500/500. |
| 110 | Храповка         | деревня | Получено слишком много сущностей из Викиданные. Количество загруженных сущностей: 500/500. |
| 111 | Чайкино          | посёлок | Получено слишком много сущностей из Викиданные. Количество загруженных сущностей: 500/500. |
| 112 | Чаков            | хутор   | Получено слишком много сущностей из Викиданные. Количество загруженных сущностей: 500/500. |
| 113 | Чаусы            | село    | Получено слишком много сущностей из Викиданные. Количество загруженных сущностей: 500/500. |
| 114 | Чемерисовка      | посёлок | Получено слишком много сущностей из Викиданные. Количество загруженных сущностей: 500/500. |
| 115 | Чеховка          | село    | Получено слишком много сущностей из Викиданные. Количество загруженных сущностей: 500/500. |
| 116 | Чубарово         | деревня | Получено слишком много сущностей из Викиданные. Количество загруженных сущностей: 500/500. |
| 117 | Щербаковка       | хутор   | Получено слишком много сущностей из Викиданные. Количество загруженных сущностей: 500/500. |
| 118 | Юдиново          | село    | Получено слишком много сущностей из Викиданные. Количество загруженных сущностей: 500/500. |
| 119 | Юрково           | деревня | Получено слишком много сущностей из Викиданные. Количество загруженных сущностей: 500/500. |
| 120 | Яковлевичи       | деревня | Получено слишком много сущностей из Викиданные. Количество загруженных сущностей: 500/500. |

### Почепский
#invoke:Tables

### Рогнединский
Шаблон:Автонумерация

### Севский
Время, выделенное для выполнения скриптов, истекло.

### Стародубский(Стародубский муниципальный округ)
Время, выделенное для выполнения скриптов, истекло.

### Суземский
Время, выделенное для выполнения скриптов, истекло.

### Суражский
Время, выделенное для выполнения скриптов, истекло.

### Трубчевский
Время, выделенное для выполнения скриптов, истекло.

### Унечский
Время, выделенное для выполнения скриптов, истекло.